# Paolo di Tarso
Paolo di Tarso, nato con il nome di Saulo e noto come san Paolo per il culto tributatogli (Tarso, 4 – Roma, 64 o 67), è stato uno dei primi santi e martiri della Chiesa Cristiana, venendo equiparato agli Apostoli.
È stato l'«apostolo dei Gentili», ἐθνῶν ἀπόστολος, ovvero il principale (secondo gli Atti degli Apostoli non il primo) missionario del Vangelo di Gesù tra i pagani greci e romani. Secondo i testi biblici, Paolo era un ebreo ellenizzato, che godeva della cittadinanza romana sin dalla nascita. Non conobbe direttamente Gesù e, come tanti connazionali, avversava la neo-istituita Chiesa cristiana, arrivando a perseguitarla direttamente. Sempre secondo la narrazione biblica, Paolo si convertì al cristianesimo mentre, recandosi da Gerusalemme a Damasco per organizzare la repressione dei cristiani della città, fu improvvisamente avvolto da una luce fortissima e udì la voce di Gesù che gli diceva: "Saulo, Saulo, perché mi perseguiti?". Reso cieco da quella luce divina, vagò per tre giorni a Damasco, dove fu poi guarito dal capo della piccola comunità cristiana di quella città, Anania. L'episodio, noto come "conversione di Paolo", diede inizio alla sua opera di evangelizzazione.
Come gli altri primi missionari cristiani, rivolse inizialmente la sua predicazione agli ebrei, ma in seguito si dedicò prevalentemente ai «Gentili». I territori da lui toccati nella predicazione itinerante furono in principio l'Arabia (attuale Giordania), poi soprattutto l'Acaia (attuale Grecia) e l'Asia minore (attuale Turchia). Il successo di questa predicazione lo spinse a scontrarsi con alcuni cristiani di origine ebraica, che volevano imporre ai pagani convertiti l'osservanza dell'intera legge religiosa ebraica, soprattutto la circoncisione. Paolo si oppose fortemente a questa richiesta e, con il suo carattere energico e appassionato, ne uscì vittorioso. Fu fatto imprigionare dai romani a Gerusalemme con l'accusa di turbare l'ordine pubblico. Appellatosi al giudizio dell'imperatore – come era suo diritto, in quanto cittadino romano – Paolo fu condotto a Roma, dove fu costretto per alcuni anni agli arresti domiciliari, riuscendo però a continuare la sua predicazione. Morì vittima della persecuzione di Nerone e venne decapitato nel 64 d.C. o nel 67 d.C..
L'influenza storica di Paolo nell'elaborazione della teologia cristiana è stata enorme: mentre i Vangeli si occupano prevalentemente di narrare le parole e le opere di Gesù, le lettere paoline definiscono i fondamenti dottrinali del valore salvifico della sua incarnazione, passione, morte e risurrezione – ripresi dai più eminenti pensatori cristiani dei due millenni successivi. Paolo, nelle stesse lettere paoline, nel merito ci informa anche che alcuni "SuperApostoli" si rivolgevano alle stesse nuove comunità cui egli si rivolgeva insegnando una dottrina diversa, un "Gesù diverso" ed un "Vangelo diverso", da quelli che insegnava lui (Corinzi 11,4-23).

## Fonti storiche

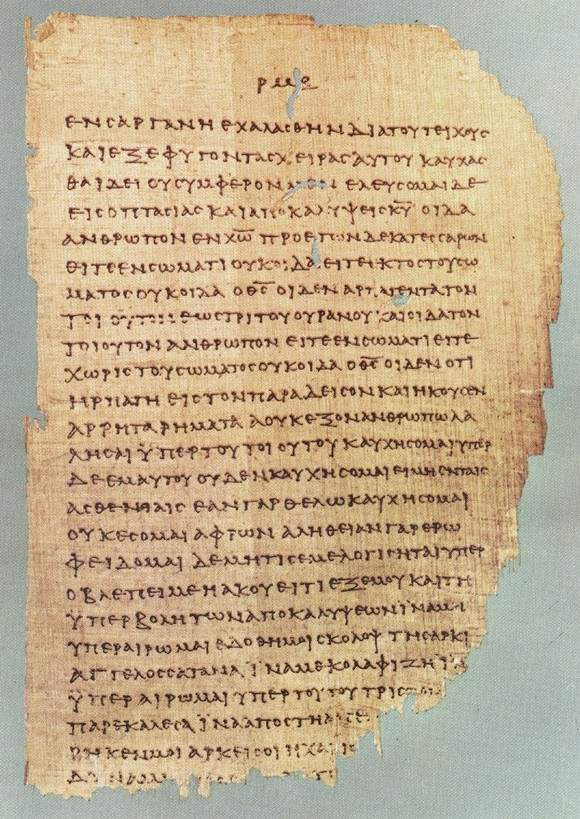
Pagina del papiro ^{46} contenente un brano della Seconda lettera ai Corinzi, datato attorno al 200. Nelle 104 pagine conservatesi sono contenuti ampi frammenti, principalmente appartenenti alle lettere paoline. Rappresenta il più antico manoscritto relativo all'apostolo Paolo.

Non esistono riferimenti archeologici diretti (come epigrafi) o testimonianze di autori extra-cristiani che si riferiscano direttamente alla vita e all'operato di Paolo. Le fonti storiche sono sostanzialmente di quattro tipi.
- Gli Atti degli Apostoli, parte del Nuovo Testamento, tradizionalmente attribuiti a Luca, ritenuto, secondo la dottrina, autore anche dell'omonimo vangelo.

Sono composti ambi in greco attorno agli anni 80. Infatti in essi non si narra la morte di Paolo avvenuta probabilmente intorno al 63-64 d.C. Le vicende di Paolo sono narrate principalmente nella seconda parte dello scritto (capitoli 9; 11; 13-28): vi sono descritti i suoi viaggi missionari, a partire dalla sua conversione miracolosa sulla "via di Damasco" (collocabile intorno ai primi anni 30, cioè poco tempo dopo la crocifissione di Gesù) fino all'arrivo a Roma agli arresti domiciliari (intorno ai primi anni 60). In alcune sezioni (cosiddette sezioni noi), il racconto, passa ,dalla terza alla prima persona (16,10-17; 20,5-15; 21,1-18; 27,1-28,16), lasciando ipotizzare che l'autore fosse compartecipe degli avvenimenti narrati. Attualmente molti studiosi, anche cristiani, ritengono inverosimile che Luca sia stato compagno di viaggio di Paolo. Gli Atti hanno un finale brusco e non raccontano gli ultimi eventi di Paolo e il suo martirio; secondo alcuni studiosi perché interrotti nella loro stesura dall'incendio di Roma del 64 d.C. e dall'inizio della persecuzione dei cristiani.
- Le tredici lettere di Paolo, anch'esse raccolte nel Nuovo Testamento, sono scritte in greco. Si ritiene tradizionalmente che siano state redatte tra gli anni 50 e 60 – durante il ministero itinerante di Paolo e la successiva prigionia a Cesarea e/o Roma.

In epoca contemporanea, con lo svilupparsi del metodo storico-critico, sono stati sollevati dubbi circa l'autenticità di alcune di queste lettere. Dal punto di vista storico, comunque, la discussione sull'effettiva autenticità delle lettere dubbie – che difficilmente potrà arrivare a risultati chiari e condivisi basandosi sui soli dati intrinseci dei testi – non lede il ritratto della vita e dell'operato di Paolo: le lettere di dubbia paternità non sono infatti in contrasto col messaggio teologico contenuto nelle lettere sicuramente autentiche. Solo gli ultimi anni della sua vita, attorno agli anni sessanta e successivi all'arrivo a Roma descritto dagli Atti, possono essere ricostruiti in maniera differenziata, ammettendone o meno l'autenticità, ipotizzando dopo Roma un nuovo viaggio missionario in Oriente (Grecia e/o Turchia) o in Spagna.
- Le fonti patristiche. Negli scritti di alcuni Padri della Chiesa, in particolare quelli di Clemente Romano (I secolo), Eusebio (IV secolo) e Girolamo (IV-V secolo), sono contenute alcune sporadiche informazioni su Paolo, che tendenzialmente confermano i dati del Nuovo Testamento.
- Gli apocrifi riferiti a Paolo: Atti di Paolo, Atti di Paolo e Tecla, Atti di Pietro e Paolo, Lettera dei Corinzi a Paolo, Lettere di Paolo e Seneca, Terza lettera di Paolo ai Corinzi, Apocalisse di Paolo greca e Apocalisse di Paolo copta. Data la redazione tarda, come per gli altri apocrifi del Nuovo Testamento, gli studiosi contemporanei considerano gli elementi narrativi di questi testi come elaborazioni leggendarie successive o come testi basati su scritti di epoca precedente.

## Nomi e titoli

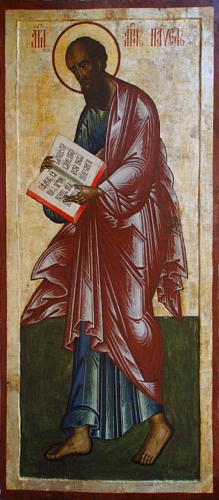
Icona di San Paolo, inizio del XVIII secolo, monastero di Kiži, Carelia.

Nelle sue prime apparizioni negli Atti il nome proprio usato è Saul (nell'originale greco, Σαούλ, Saùl, oppure Σαῦλος, Sàulos, traslitterazione dell'ebraico שאול, Shaʾùl). L'etimologia è connessa al verbo ebraico שאל, shaʾal (= «domandare», «pregare»): il nome significa dunque «colui che è stato chiesto (a Dio)», «colui per il quale si è pregato». Il nome è lo stesso del primo re degli Ebrei, vissuto nell'XI secolo a.C. – nelle traduzioni italiane reso solitamente con «Saul». Questo nome non risulta essere ricorrente tra i personaggi successivi della tradizione biblica, probabilmente per la descrizione negativa che il Primo libro di Samuele fornisce dell'operato del re – inizialmente scelto da Dio tramite il profeta stesso. La tribù del re era quella di Beniamino – la stessa di Saul-Paolo (Rm 11,1; Fl 3,5) – e il re Saul probabilmente poteva rappresentare per questa tribù minore una sorta di "eroe nazionale".
Nel suo epistolario, però, Paolo non si identifica mai con questo nome, anche se si dichiara appartenente alla tribù di Beniamino: il nome più ricorrente negli Atti, e l'unico usato nelle lettere, è Paolo (nell'originale greco, Παῦλος, Pàulos). Si tratta della traslitterazione greca del nome latino Paulus. L'etimologia -che significa "piccolo"- non è correlata al significato del nome ebraico in latino Saulus anche se potrebbe derivarne; sulla sua derivazione si sono fatte anche altre ipotesi:
- nell'Impero romano, gli Ebrei adottavano un secondo nome greco-latino, talvolta scelto per semplice assonanza con il nome originale (come per Giosuè-Giasone o Sila-Silvano). Si tratta dell'ipotesi maggiormente condivisa dagli studiosi;[12]
- la tradizione cristiana successiva lo ha collegato con la bassa statura di Paolo;[13]
- alcuni hanno ipotizzato che il nome Paolo sia stato assunto da Saulo in onore di Sergio Paolo, proconsole di Cipro – che, secondo At 13,6-12[14], si convertì al Cristianesimo –: infatti, nella narrazione degli Atti, l'introduzione del nome Paolo al posto di Saulo avviene proprio in occasione di tale incontro (13,9[15]).[16] L'ipotesi non trova attualmente largo consenso tra gli studiosi, i quali collegano il cambiamento onomastico non all'incontro fisico di Paolo con il proconsole, ma con il primo confronto dell'apostolo con il mondo greco-romano che questi rappresentava;
- ipotizzando, sulla base di alcune indicazioni di Girolamo,[17] una schiavitù degli antenati di Paolo e un successivo loro affrancamento, questo comportava l'assunzione automatica della cittadinanza romana e solitamente l'adozione del cognomen del vecchio proprietario.[18]

Nella Prima Lettera ai Corinzi, annuncia l'apparizione di Gesù risorto agli apostoli e ai Cinquecento. Dopo esser apparso a Cefa e agli altri, "ultimo fra tutti apparve anche a me, come a un aborto. [9] Io infatti sono l'infimo degli apostoli, e non sono degno neppure di essere chiamato apostolo, perché ho perseguitato la Chiesa di Dio. [10] Per grazia di Dio però sono quello che sono". L'infimo degli apostoli potrebbe aver scelto questo nuovo nome proprio, dopo esser rinato nel battesimo, ed esser stato "chiamato ad essere apostolo di Gesù Cristo per volontà di Dio", che è l'unico nome proprio utilizzato nella lettera per riferirsi a lui.
«Apostolo» è il titolo principale che Paolo si attribuisce nelle sue lettere (vedi ad esempio Rm 1,1; 1Cor 1,1; Ef 1,1; Col 1,1) e che la tradizione cristiana successiva gli ha poi confermato; non gli è invece attribuito negli Atti. Il titolo è la traslitterazione del termine greco ἀπόστολος, apòstolos, che significa «inviato». In senso proprio, il titolo è applicato nei testi del Nuovo Testamento ai dodici apostoli che seguirono Gesù durante il suo ministero pubblico. Paolo, che non compare nei vangeli e che non fece parte del suo seguito, non può essere identificato come apostolo in tal senso – lui stesso specifica infatti in Rm 1,1 di essere «apostolo per vocazione». Come Paolo, del resto, anche altri personaggi del Nuovo Testamento sono detti «apostoli», sebbene non lo siano stati in senso proprio (Barnaba in At 14,14; Andronico e Giunia in Rm 16,7; Sila e Timoteo vescovo in 1Ts 1,1; 2,6; Apollo in 1Cor 4,9). In alcuni passi (Rm 11,13; Gal 2,8), Paolo si definisce «apostolo dei Gentili».
In At 9,11; 21,39; 22,3, Paolo è detto «di Tarso», essendo originario di quella città della Cilicia, nell'attuale Turchia del Sud.

## Caratteristiche personali

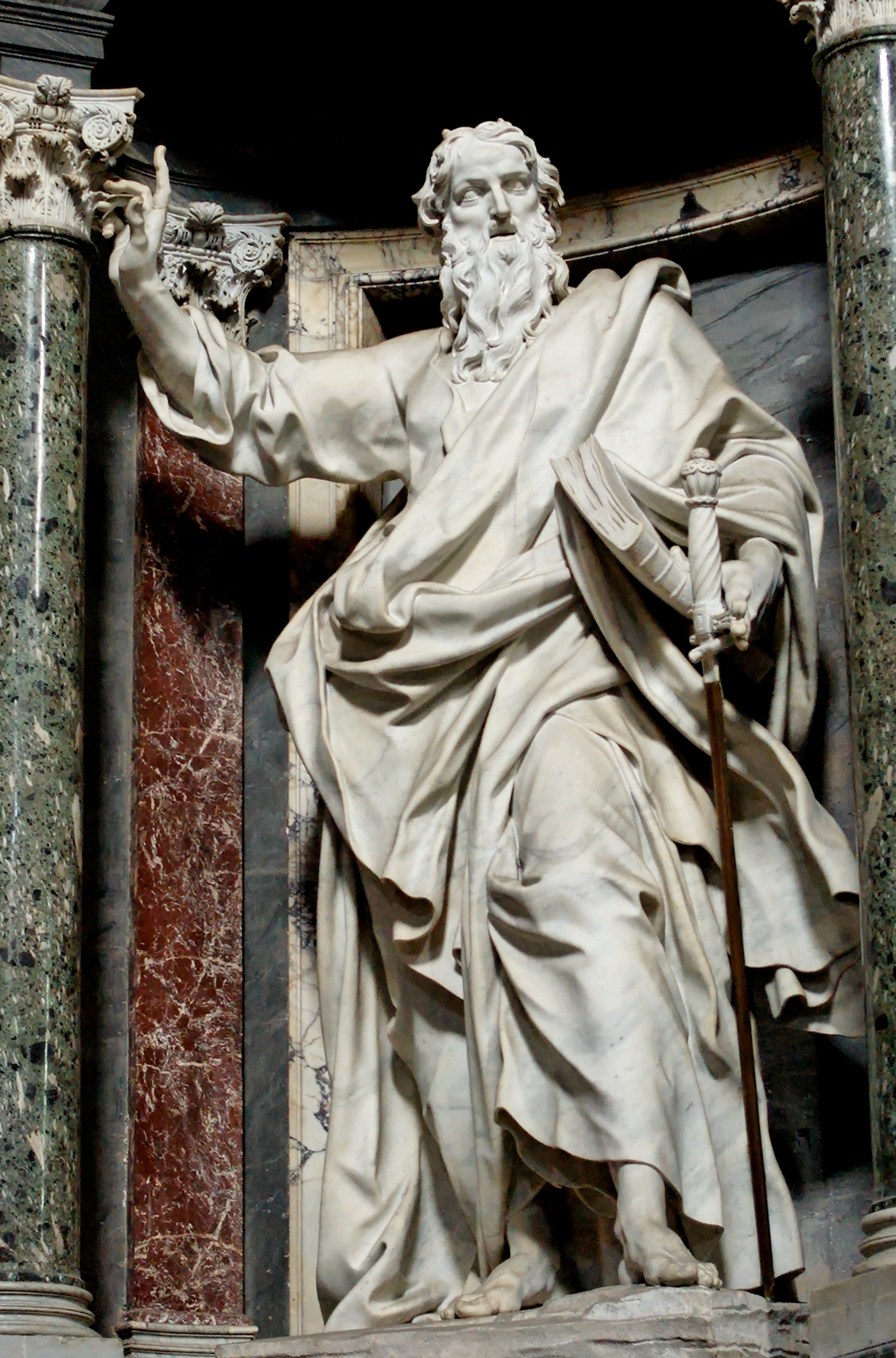
Statua di san Paolo, opera di Pierre-Étienne Monnot, Basilica di San Giovanni in Laterano, Roma.

### Origini etniche
Paolo nasce a Tarso, in attuale Turchia nel 4 d.C. da una famiglia benestante ebrea. Paolo era ebreo, della tribù di Beniamino (Rm11,1; Fl3,5). Sebbene il territorio tradizionale della tribù fosse collocato nel centro della Palestina, poco a nord di Gerusalemme tra la Giudea e la Samaria, quest'appartenenza etnica non era correlata alla zona geografica in quanto lungo i secoli il significato territoriale si era progressivamente perso. È il caso, ad esempio, di Giuseppe e Gesù, della tribù di Giuda e della casa di Davide (sud della Palestina), che vivevano però a Nazaret, nel nord della Palestina.

### Cittadinanza romana
Paolo era, per nascita, cittadino romano (At16,37-38; 22,25-29; 25,7-12). Fino all'Editto di Caracalla del 212 d.C., la cittadinanza romana era riservata a chi nasceva nella penisola italica da genitori liberi; gli altri abitanti dell'impero erano peregrini e per loro ottenere la cittadinanza romana era piuttosto difficile (uno dei metodi più diffusi era l'aver militato nell'esercito romano fino all'età per il congedo). Dalla cittadinanza romana discendevano notevoli diritti: solo i cittadini romani potevano partecipare ai comizi e ricoprire cariche pubbliche; erano esentati dai tributi che invece gravavano sui provinciali; potevano accedere alla tutela giurisdizionale secondo le norme del diritto civile, il che includeva il diritto a un processo in caso di accuse criminali.
Poiché Paolo non era nato nella penisola italica e non aveva militato nell'esercito, non è chiara l'origine di questo suo status. Su questo argomento sono state elaborate diverse ipotesi:
- gli avi di Paolo, risiedendo a Tarso, beneficiarono del privilegio concesso ad alcuni Ebrei della Cilicia durante la campagna di Cesare contro Farnace, nel 47 a.C. circa;[31]
- gli avi di Paolo, risiedendo a Tarso, ottennero la cittadinanza in occasione di diversi privilegi concessi ai cittadini di Tarso da Marco Antonio dopo la vittoria a Filippi del 42 a.C.;
- il padre (o il nonno) di Paolo, fabbricatore di tende, si distinse per l'aiuto militare fornito all'esercito romano durante una campagna militare di Cesare, Antonio o Pompeo e ottenne in riconoscimento la cittadinanza;[32]
- i genitori di Paolo furono condotti come prigionieri di guerra dalla città giudea di Giscala a Tarso (vedi Girolamo), divennero schiavi di un romano e furono affrancati, ricevendo automaticamente la cittadinanza;[18]
- Paolo faceva parte della famiglia regale degli Erodiani,[33] all'antenato dei quali (Erode Antipatro) fu concessa da Cesare la cittadinanza.[34] Accenni (vaghi) a questo legame familiare sarebbero riscontrabili in At13,1; Rm16,10-11[35]. Questa ipotesi non gode di largo consenso tra gli studiosi, anche per l'estraneità che traspare dall'incontro tra Paolo e l'erodiano Marco Giulio Agrippa II in At26[36].

### Lingue conosciute
Paolo appare un ebreo perfettamente ellenizzato. Come tutti gli Ebrei, conosceva l'ebraico, lingua nella quale è composta la Tanakh, che all'inizio dell'era cristiana non era più usata nella vita quotidiana, ma riservata al culto religioso. Lingua vernacolare degli Ebrei in Palestina (tra i quali Gesù) era l'aramaico, alla quale si riferisce verosimilmente At21,40: il testo originale usa il termine "ebraico" che va però inteso come "lingua degli Ebrei", cioè l'aramaico. Conosceva il greco, lingua franca della parte orientale dell'Impero romano, nella quale sono composte le sue lettere, cosa non comune tra gli Ebrei e che destò meraviglia nel tribuno di Gerusalemme (At21,37). In quanto cittadino romano doveva conoscere il latino, ma non ve n'è traccia diretta nei passi neotestamentari (nel greco delle lettere pastorali che, se autentiche, furono scritte a Roma, sono presenti alcuni latinismi). Circa i dialetti locali parlati nella zona di Tarso, ufficialmente ellenista ma situata al confine tra l'area linguistica indoeuropea (greco e galata) e semita (siriaco, una variante dell'aramaico), attualmente estinti e poco conosciuti, non sembra che Paolo ne avesse conoscenza. In At14,11 mostra di non comprendere il dialetto della Licaonia, regione confinante a nord con la sua Cilicia natale.

### Formazione culturale
Sebbene nelle fonti non venga direttamente affermato, Paolo dimostra di avere ricevuto una solida formazione greco-ellenista, probabilmente nella prima giovinezza nella natale Tarso importante centro culturale o in seguito a Gerusalemme. Il geografo greco Strabone (58 - 21,25 a.C.) in Geografia, 14, V, 13. sostiene infatti che Tarso come centro culturale superava in quel periodo perfino Atene e Alessandria, tanto che Paolo parlando della città natale, a un comandante militare, poté ben dire che era "una non oscura città" At21, 37-39. Nelle sue lettere e nella sua predicazione riferita negli Atti, traspare la conoscenza della Bibbia in greco (Septuaginta), il metodo retorico della diatriba (Rm2,27-3,8), alcune citazioni implicite di concetti e pensatori ellenisti: i temi stoici dell'autosufficienza in 2Cor9,8; Fl4,11-12, dell'immanenza di Dio in Rm11,36; Col1,16, della "teologia naturale" in Rm1,19-20; la "moderazione" cinica in 1Ts2,1-8; Epimenide e in At17,28 citando Fenomeni del poeta cilicio Arato di Soli e Inno a Zeus del filosofo stoico greco Cleante; Menandro in 1Cor15,33; la conoscenza delle "cose invisibili", le idee di Platone, in 2Cor4,18; 5,7; Col1,5; l'uso dell'allegoria com'è usata da Filone, ad esempio in Gal4,24-26.

### Formazione religiosa
L'ebreo Paolo appare innanzitutto come un laico, cioè non appartenente a nessuna delle classi sacerdotali che gestivano il culto del tempio di Gerusalemme. In Fl3,5 si definisce «fariseo quanto alla legge» (v. anche At23,6; 26,5), cioè facente parte di quel movimento che si era sviluppato pochi secoli prima dell'era cristiana e che nel I secolo era fortemente contrapposto al movimento aristocratico-sacerdotale dei sadducei su diversi aspetti dottrinali: diversamente da questi ultimi, i farisei accettavano l'immortalità dell'anima, l'esistenza degli angeli, gli altri libri della Tanakh e una tradizione orale (poi confluita nei Talmud), oltre ai cinque della Torah e adottavano un'interpretazione delle scritture tendenzialmente meno rigorosa e rigida, più vicina alle esigenze del popolo. I farisei si formavano in scuole collegate alle sinagoghe, cioè luoghi di culto da loro gestiti e presenti ovunque vi fossero comunità giudaiche. In queste scuole tutti gli Ebrei imparavano a leggere le scritture ebraiche e i fondamenti della dottrina. È verosimile che Paolo abbia iniziato la sua formazione farisaica in una di queste scuole a Tarso e secondo At22,3 continuò e perfezionò gli studi a Gerusalemme presso l'autorevole maestro Gamaliele. Dalle sue lettere traspaiono i metodi argomentativi tipici delle scuole rabbiniche del tempo, testimoniati poi nei Talmud, come, ad esempio, la gezerah shavah ("decreto simile"), che accosta argomentativamente a un passo biblico un altro per un semplice legame di similitudine-analogia (si veda Rm9,6-28 o 3,1-5,12). L'appartenenza di Paolo al Sinedrio, che sembra essere suggerita da At26,10 è solitamente esclusa dai biblisti (vedi infra). At18,18 indica che Paolo era un nazireo, cioè aveva fatto uno speciale voto di consacrazione a Dio, che implicava una vita particolarmente sobria e rigorosa e il portare i capelli lunghi.

### Aspetto fisico

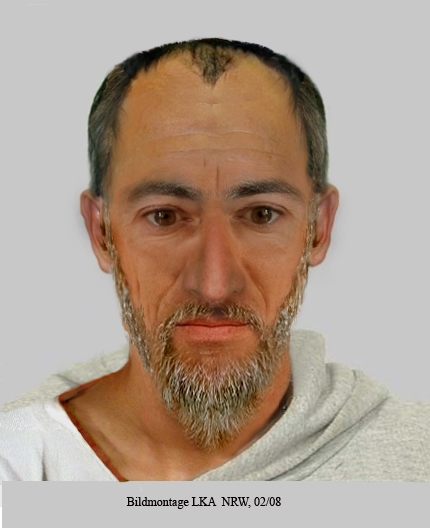
Possibile identikit di Paolo di Tarso realizzato da un nucleo della polizia scientifica tedesca nel febbraio 2008 sulla base delle descrizioni contenute nelle più antiche fonti storiche, con la commissione e consulenza dello studioso Michael Hesemann. Non sono stati esaminati i reperti ossei a lui attribuiti contenuti nel sepolcro presente nella basilica di San Paolo fuori le mura di Roma.

Non ci è noto quale aspetto avesse. Il nome Paolo ("piccolo") non deriva dalla statura, come inteso dall'iconografia successiva, ma verosimilmente dall'assonanza con "Saulo" (vedi sopra). La più antica descrizione fisica a lui riferita (influenzata, forse, dalla tradizionale bruttezza attribuita a Socrate) è contenuta nell'apocrifo Atti di Paolo e Tecla, della seconda metà del II secolo, nel quale si legge che "era un uomo di bassa statura, la testa calva, le gambe arcuate, il corpo vigoroso, le sopracciglia congiunte, il naso alquanto sporgente". Come per questo e altri apocrifi, la datazione tardiva rende difficile attribuire un effettivo valore storico al testo e a questa descrizione di Paolo. Difficilmente fondata è anche la notizia riportata in uno scritto del V secolo, tradizionalmente ma erroneamente attribuito a Giovanni Crisostomo, che attribuisce a Paolo la statura di 3 cubiti (circa 133 cm).
Altri testi sono ancora più tardivi. Giovanni Malala (VI secolo) riporta questa descrizione: "Paolo mentre visse fu di statura bassa, calvo con testa e barba brizzolate, con bel naso, occhi azzurrognoli, sopracciglia congiunte, carnagione bianca, d'aspetto florido, con barba folta, sorridente per carattere, sapiente, mite, affabile, dolce, animato dallo Spirito Santo, taumaturgo". Niceforo Callisto (XIV secolo) descrive così Paolo: "Era piccolo e ristretto quanto a grandezza corporea, fatto come a curva e un po' ripiegato, di bianco aspetto, con segni di un'età precocemente avanzata, con testa priva di capelli, sguardo pieno di grazia, sopracciglia piegate in giù: aveva il naso bellamente incurvato e che dominava tutta la faccia, barba folta e piuttosto aguzza ch'era brizzolata come la testa".
L'unico dato desumibile dai passi del Nuovo Testamento, certo ma generico, è che Paolo era afflitto da una malattia (1Cor2,3-4; 2Cor10,10; 12,7; Gal4,13-14). Sull'effettiva diagnosi di questa "spina nella carne" non è possibile dare risposte precise e sono state ipotizzate, oltre a generiche tentazioni carnali, epilessia (derivante dall'esperienza della conversione), isteria, emicrania, depressione, sciatica, reumatismi, sordità, lebbra, balbuzie, un disturbo agli occhi (così Joseph Lightfoot sulla base di Gal4,15).

### Legami familiari
Il Nuovo Testamento non fornisce informazioni dirette intorno alla famiglia di Paolo. Questa risiedeva verosimilmente a Tarso, dove egli nacque, e, come accennato sopra, è possibile che fosse originaria di Giscala, in Giudea. L'attività lavorativa familiare era, verosimilmente, come per Paolo, la manifattura di tende. In At23,16 (probabilmente attorno al 58) viene fatto cenno al "figlio della sorella di Paolo", presente a Gerusalemme, ed è possibile che questa (forse con altri familiari) si fosse trasferita nella città. Circa lo stato civile di Paolo, in nessun passo si accenna a moglie o a figli e in 1Cor7,8 (inizio anni 50) si dichiara celibe.

## Possibile cronologia
La ricostruzione cronologica della vita e del ministero di Paolo, come per tutti i personaggi del Nuovo Testamento (incluso Gesù), è in gran parte ipotetica. La narrazione degli Atti, che descrive in maniera particolareggiata il suo ministero pubblico con alcuni accenni al mondo greco-romano, unita ad alcune preziose seppur sporadiche integrazioni cronologiche presenti nelle lettere di Paolo e in altri scritti successivi, permette tuttavia di ricostruire un quadro verosimile, condiviso nelle linee fondamentali da biblisti e storici contemporanei.
Talvolta si riscontrano differenze tra le lettere e gli Atti: p.es. in Gal1,17 Paolo accenna a un viaggio in Arabia (attuale Giordania) dopo la conversione, particolare assente nella narrazione di Atti. In questi casi gli studiosi propendono per l'armonizzazione complementare delle fonti. 
Molti altri studiosi, anche cristiani, ritengono invece che le differenze non siano armonizzabili e, ad esempio, la Bibbia di Gerusalemme rileva che, rispetto alla componente narrativa e teologica di Luca, "il valore storico degli Atti degli Apostoli non è uguale. Da una parte le fonti di cui Luca disponeva non erano omogenee; dall'altra, nell'utilizzo delle sue fonti Luca godeva di una libertà abbastanza vasta [...] e subordinava i dati storici al suo disegno letterario e soprattutto ai suoi interessi teologici [...] si constata un certo contrasto tra il ritratto di Paolo delineato negli Atti e l'autoritratto che Paolo dà di sé nelle sue lettere". 
Tra gli esempi delle incongruenze tra gli Atti degli Apostoli e le lettere paoline, Paolo narra nella Lettera ai Galati che, dopo la sua conversione a Damasco, in questa città non parlerà con nessuno e aspetterà tre anni - intraprendendo un viaggio in Arabia - prima di recarsi a Gerusalemme, dove si incontrerà solo con Pietro e poi Giacomo; tale versione non concorda con quella fornita negli Atti degli Apostoli in cui, al contrario, Paolo, successivamente alla sua conversione, da Damasco - dopo aver passato invece alcuni giorni in questa città a parlare e predicare agli Ebrei - si reca subito a Gerusalemme dove incontrerà tutto il gruppo degli apostoli; il "Nuovo Grande Commentario Biblico" sottolinea, in merito, come negli Atti "la principale divergenza dal racconto che Paolo fa del suo primo periodo è la omissione del suo soggiorno in Arabia (Gal1,17), il che colloca la conversione e la prima visita a Gerusalemme, molto più vicine l'una all'altra che non i «tre anni» di cui parla Gal1,18". 
Paolo, sempre nella stessa lettera, fa riferimento al suo viaggio a Gerusalemme, dove si terrà il concilio, come del suo secondo viaggio nella città, mentre secondo gli Atti degli Apostoli per Paolo questo è il terzo viaggio nella città e l'interconfessionale Bibbia TOB evidenzia come "in Atti si tratta di un terzo viaggio, mentre in Gal di un secondo e, d'altra parte, i due racconti presentano importanti divergenze. Se riguardano gli stessi avvenimenti, il rispettivo punto di vista è molto diverso" e, per risolvere uno dei problemi esegetici più difficili del Nuovo Testamento, la seconda visita di Gal2,1-10 può essere identificata con la terza di At15. 
Anche nel racconto lucano della Controversia di Antiochia si possono riscontrare delle incongruenze con le lettere paoline - relative ad esempio al decreto circa le osservanze della purità rituale, imposte ai cristiani provenienti dal paganesimo - e la Bibbia di Gerusalemme ritiene che una spiegazione possibile potrebbe essere che "Luca ha fuso insieme due distinte controversie e le differenti soluzioni che ne furono date (Paolo ha distinto più chiaramente in Gal 2)". 
Incongruenze nella narrazione degli Atti degli Apostoli, come meglio evidenziato nella relativa sezione, si riscontrano altresì in merito ai tre diversi resoconti sulla conversione di Paolo.
Il punto più oscuro della sua vita riguarda gli ultimi anni successivi alla prigionia romana, attorno ai primi anni sessanta, attorno ai quali le ricostruzioni possibili vertono sulla possibilità di una seconda prigionia, più dura della prima e sulla eventualità di un altro viaggio, in oriente o in Spagna.
| CE      | BG                     | TOB                    | DP    | RF    | Evento | Redazione lettere | Atti                               | Lettere                  | Eventi correlati |
| ------- | ---------------------- | ---------------------- | ----- | ----- | --- | --- | ---------------------------------- | ------------------------ | --- |
| -       | 5-10                   | 5-10?                  | -     | 5-10  | Nascita a Tarso | - | 22,3                               | -                        | - |
| -       | -                      | -                      | -     | -     | Trasferimento a Gerusalemme | - | 22,3; 26,4                         | -                        | - |
| 35      | 34 o 36                | c. 37                  | c. 33 | 34-35 | Poco dopo il martirio di Stefano, conversione sulla via di Damasco e battesimo | - | 9,1-19, ripreso in 22,4-21;26,9-18 | Gal1,15-16               | - |
| 35-37   | -                      | c. 37-39               | -     | -     | Predicazione in Arabia e a Damasco | - | 9,19-25                            | Gal1,17                  | - |
| 37      | 36 o 38                | c. 39                  | 35    | 36-37 | Fuga da Damasco controllata dal re nabateo Areta IV; prima breve ("15 giorni") visita a Gerusalemme "dopo 3 anni" dalla conversione                                                          | - | 9,25-30                            | 2Cor11,32-33; Gal1,18-20 | Governo di Areta IV su Damasco (forse) tra il 37-39 |
| 37-43   | -                      | -                      | 35+   | -     | Soggiorno a Tarso, predicazione in Siria e Cilicia | - | 9,30                               | Gal1,21                  | - |
| 43-44   | -                      | c. 43                  | 45    | -     | Barnaba porta Paolo da Tarso ad Antiochia di Siria, soggiorno un anno intero | - | 11,25-26                           | -                        | - |
| 44 o 45 | 48                     | -                      | 46    | -     | Visita (coincidente con la successiva visita del Concilio?) a Gerusalemme "per portare soccorso" all'annunciata carestia, morte di Erode, ritorno ad Antiochia                               | - | 11,27-30; 12,21-25                 | -                        | Erode Agrippa I muore nel marzo del 44. Carestia in diverse zone dell'impero durante l'impero di Claudio (41-54), in Giudea in particolare sotto i governatori Cuspio Fado (44-46) e Tiberio Giulio Alessandro (46-48), aggravata dall'anno sabbatico del 47-48 |
| 45-49   | 46-48                  | 45-48                  | 47-48 | 46-48 | Primo viaggio con Barnaba (e in parte Giovanni-Marco): Cipro (incontro con Sergio Paolo), Antiochia di Pisidia, Iconio, Listra, Derbe; ritorno tramite le stesse tappe ad Antiochia di Siria | - | 13-14                              | -                        | Sergio Paolo proconsole di Cipro |
| 49-50   | -                      | 48-49                  | 48-49 | 49-50 | Visita a Gerusalemme e Concilio "dopo 14 anni" e ritorno ad Antiochia | - | 15,1-35                            | Gal2,1-9                 | - |
| 50+     | 49+                    | 50+                    | 49+   | 50+   | Inizio del secondo viaggio con Sila-Silvano: Siria, Cilicia, Derbe, Listra, Filippi, Tessalonica, Berea, Atene                                                                               | - | 15,36-18,1                         | -                        | - |
| -       | inverno 50 - estate 52 | inverno 50 - estate 52 | -     | -     | Soggiorno a Corinto (almeno) "un anno e mezzo", incontro con Aquila e Priscilla espulsi poco prima da Roma, incontro col proconsole Gallione                                                 | Prima e Seconda lettera ai Tessalonicesi a Corinto                                                                          | 18,1-18                            | -                        | Espulsione degli Ebrei da Roma, tra i quali Aquila e Priscilla, nel 49-50; Gallione proconsole dell'Acaia attorno al 52 (vedi Iscrizione di Delfi), "data cardine" della cronologia paolina.                                                                    |
| 53      | 52                     | 52                     | 51-52 | 52    | Fine del secondo viaggio: Efeso, Cesarea, visita a Gerusalemme | - | 18,18-22                           | -                        | - |
| -       | -                      | 52-53                  | 51-52 | -     | Ritorno e permanenza ad Antiochia | - | 18,22                              | -                        | - |
| 53+     | 53+                    | 54+                    | 52+   | 53+   | Inizio del terzo viaggio: Galazia, Frigia, soggiorno a Efeso per (almeno) 2 anni e 3 mesi, probabile prigionia con liberazione, Macedonia                                                    | Prima lettera ai Corinzi a Efeso; Lettera ai Galati e Lettera ai Filippesi a Efeso; Seconda lettera ai Corinzi in Macedonia | 18,23-20,1                         | -                        | - |
| 57      | inverno 57-58          | inverno 57-58          | 57    | -     | Soggiorno a Corinto per 3 mesi | Romani | 20,2-3                             | -                        | - |
| 57      | Pasqua 58              | Pasqua 58              | -     | 57    | Fine del terzo viaggio: da Filippi a Cesarea | - | 20,3-21,14                         | -                        | - |
| 57      | Pentecoste 58          | Pentecoste 58          | 57    | -     | Visita a Gerusalemme, arresto nel tempio, condotto a Cesarea dove incontra il governatore Felice                                                                                             | - | 21,15-24,26                        | -                        | Felice governatore di Giudea (forse) tra il 52 - 59/60 |
| 57-59   | 58-60                  | 58-60                  | 57-59 | 58-60 | Prigioniero due anni a Cesarea, incontra il governatore Porcio Festo e il re Marco Giulio Agrippa II                                                                                         | - | 24,27-26,32                        | -                        | Porcio Festo governatore di Giudea (forse) tra il 59/60 - 62 |
| 59-60   | 60-61                  | 60-61                  | 59-60 | 60    | In autunno viaggio in mare verso Roma, naufragio, inverno a Malta, arrivo a Roma | - | 27,1-28,16                         | -                        | - |
| 60-62   | 61-63                  | 61-63                  | 60-62 | 61-63 | Arresti domiciliari a Roma per (almeno) 2 anni | Colossesi, Efesini, Filemone?                                                                                               | 28,17-31                           | -                        | - |
| 62-66   | -                      | ?                      | -     | -     | Libertà e predicazione a Roma? viaggio in Spagna (BG 63)? quarto viaggio a Efeso, Creta, Macedonia (BG c. 65)?                                                                               | Prima lettera a Timoteo e Lettera a Tito in Macedonia nel 65? (BG)                                                          | -                                  | -                        | - |
| 66      | 67                     | ?                      | -     | -     | Seconda prigionia a Roma? | Seconda lettera a Timoteo?                                                                                                  | -                                  | -                        | - |
| 67      | c. 67                  | 64-67 (?)              | 65?   | 63    | Decapitato a Roma | - | -                                  | -                        | - |

## Biografia

### Nascita e giovinezza

Paolo nacque a Tarso di Cilicia da genitori (o nonni) originari probabilmente di Giscala, in Galilea. Nella giovinezza si trasferì a Gerusalemme.

Secondo At22,3 Paolo nacque a Tarso, in Cilicia (attuale Turchia del sud).
Sofronio Eusebio Girolamo invece riferisce, verso la fine del IV secolo, che era originario di "Giscala di Giudea" (attuale Jish in arabo, Gush Halav in ebraico, nell'attuale Galilea) ed emigrò a Tarso con i parentes (genitori o nonni) quando la città fu conquistata dai Romani. Non è chiara la fonte ("favola") dalla quale attinge Girolamo. Il dettaglio della conquista romana della città è verosimilmente un anacronismo: vere e proprie operazioni militari romane in Giudea sono testimoniate sotto Gneo Pompeo Magno (63 a.C.) e soprattutto durante la prima guerra giudaica (66-74), che vide la cattura di Giscala nel 67 per resa all'allora generale Tito. Per questo gli studiosi contemporanei rigettano l'ipotesi della nascita a Giscala, sebbene rimanga possibile un'origine galilaica dei suoi antenati, probabilmente nonni, poi trasferitisi a Tarso.
Nessun dato delle fonti storiche accenna direttamente alla data di nascita, sebbene alcuni sporadici e generici accenni siano presenti nel Nuovo Testamento. In At7,58, in occasione del martirio di Stefano avvenuto pochi anni dopo la morte di Gesù (circa prima metà degli anni trenta), Saulo è detto giovane. In At9,1-2 l'incarico ufficiale ottenuto dal Sommo Sacerdote, di poco precedente alla conversione collocata attorno alla metà degli anni trenta, suggerisce una certa maturità anagrafica. In Fm9, scritta nei primi anni sessanta, Paolo si definisce vecchio. È diffusa convinzione tra gli studiosi che la nascita vada collocata, verosimilmente ma non sicuramente, attorno al 5-10 d.C.
Circa i primi anni della sua vita, in At22,3 e At26,4 Paolo si dice cresciuto a Gerusalemme, dove studiò alla scuola di Gamaliele. Non è chiaro quando si trasferì nella città santa da Tarso. La Mishnah (fine II secolo) stabilisce a 15 anni l'inizio dello studio del Talmud ed è pertanto possibile che si sia trasferito all'inizio della giovinezza.

### Persecutore

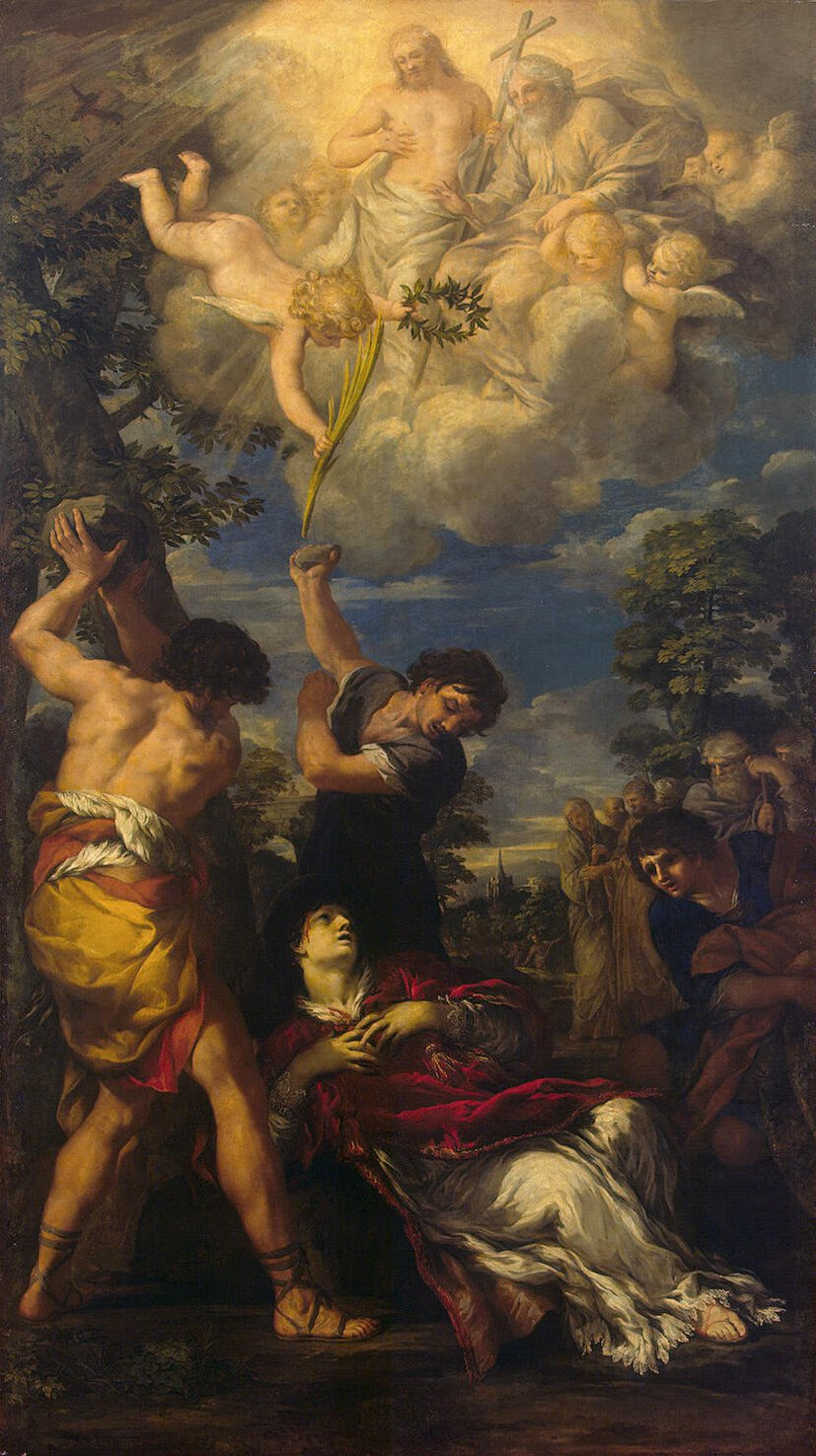
Martirio di Santo Stefano, dipinto di Pietro da Cortona (1660, attualmente conservato all'Ermitage). Saulo-Paolo è raffigurato sulla destra con le vesti dei lapidatori.

In At7,58; 8,1 (ripreso da At22,20), alla sua prima comparsa nella narrazione biblica, Paolo viene descritto come presente e accondiscendente all'uccisione di Stefano (attorno al 35), il primo martire cristiano, sebbene non sia stato direttamente partecipe della sua lapidazione ma il semplice "custode dei mantelli" dei lapidatori. In seguito, prima dell'adesione al Cristianesimo, Paolo aveva ricoperto ruoli di particolare rilievo nelle alte sfere religiose ebraiche relativamente alla persecuzione dei cristiani. Il suo zelante operato è accennato direttamente in diversi passi di Atti e delle lettere (At8,3; 9,1-2; 26,9-11; Gal1,13-14; 1Cor15,9; Fl3,6; 1Tm1,13), mentre in altri passi sono riportati gli echi indiretti della sua persecuzione (At9,13; 9,21; 9,26; Gal1,23).
Le modalità pratiche e il contesto di questa persecuzione paolina, probabilmente descritta con toni esagerati, non sono chiare. È possibile che la sua azione si fosse limitata alla sola comunità di Gerusalemme e in seguito, quando la persecuzione portò alla dispersione dei credenti, cercò di rivolgersi anche ai profughi cristiani fuori dalla città, nella fattispecie quelli residenti a Damasco (At9,2). I riferimenti biblici indicano che questa persecuzione ebraica, all'interno della quale operava Paolo, inizialmente non fu rivolta a tutti i cristiani indistintamente ma solo ai cosiddetti ellenisti, cioè i cristiani di cultura greca come Stefano e Filippo. Gli apostoli (e i giudeo-cristiani) invece sembrano rimanere indisturbati (At8,1; 8,14), salvati dalla loro appartenenza alla comunità giudaica e dalla adesione ai precetti religiosi della fede ebraica. Dalle fonti storiche non appare chiara l'effettiva portata di questa persecuzione ebraica: Giuseppe Flavio, principale e preziosa fonte extra-cristiana circa il medio-oriente del I secolo, non fa cenno di una sistematica persecuzione, e anche nel testo biblico le uccisioni dirette descritte sono solo quella di Stefano e dell'apostolo Giacomo "il Maggiore" (At12,1-2, attorno al 44), alle quali va aggiunta in seguito quella di Giacomo il Giusto (Giuseppe Flavio, Antichità giudaiche 20,9, attorno al 62). È possibile che la persecuzione ebraica (e paolina) sia stata più una questione giuridico-religiosa, finalizzata alla scomunica e all'interdizione dei cristiani dal culto della sinagoga e del tempio, che un sistematico eccidio.
L'accenno al voto circa la condanna capitale di At26,10 sembra suggerire una sua appartenenza al Gran Sinedrio di Gerusalemme, il consiglio religioso ebraico di 70 membri (71 con il Sommo Sacerdote) al quale solo spettava il voto e la delibera (ma durante l'occupazione romana non l'esecuzione, vedi il caso di Gesù) delle condanne a morte per motivi religiosi, dal quale lo stesso Paolo sarà giudicato (At22,30-23,10). Questa appartenenza sinedrita farebbe di Paolo uno degli Ebrei più noti e rilevanti dell'ebraismo dell'epoca, ma viene solitamente esclusa dagli studiosi anche perché non direttamente affermata dai testi biblici e non usata nelle sue lettere quando in vari loci presenta le sue credenziali. In tal senso, il suo "voto" per la condanna a morte dei cristiani deve essere inteso come un semplice consenso.

### Conversione

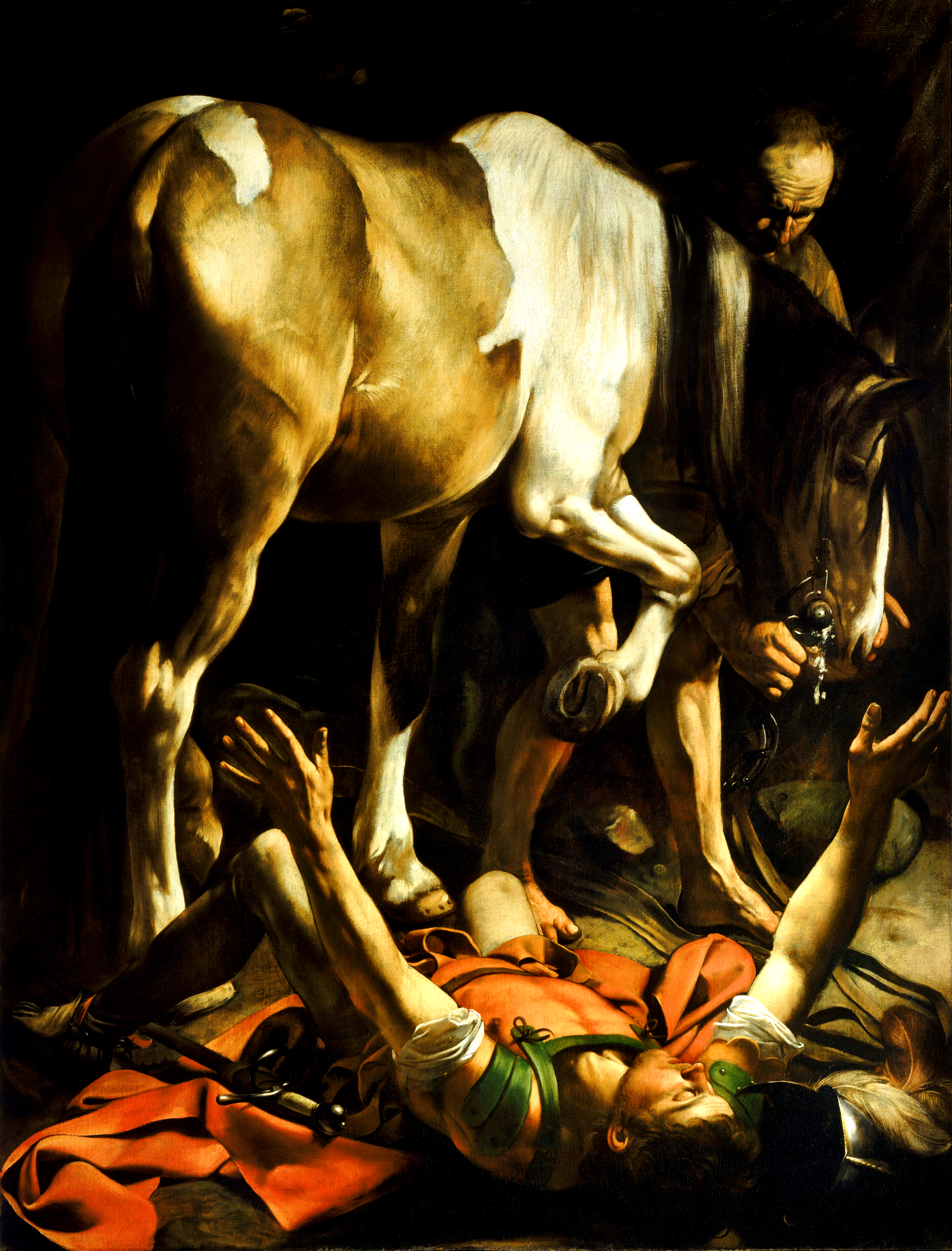
Conversione di San Paolo, dipinto di Caravaggio (1600-1601, attualmente conservato a Santa Maria del Popolo).

Tradizionalmente l'adesione di Paolo al movimento cristiano viene indicata col termine "conversione".
L'evento è descritto, pur con differenze abbastanza notevoli, negli Atti degli Apostoli e accennato implicitamente in alcune lettere paoline. In At9,1-9 c'è la descrizione narrativa dell'accaduto, che è raccontato nuovamente dallo stesso Paolo con lievi variazioni sia al termine del tentativo di linciaggio a Gerusalemme (At22,6-11) che durante la comparizione a Cesarea davanti al governatore Porcio Festo e al re Marco Giulio Agrippa II (At26,12-18):

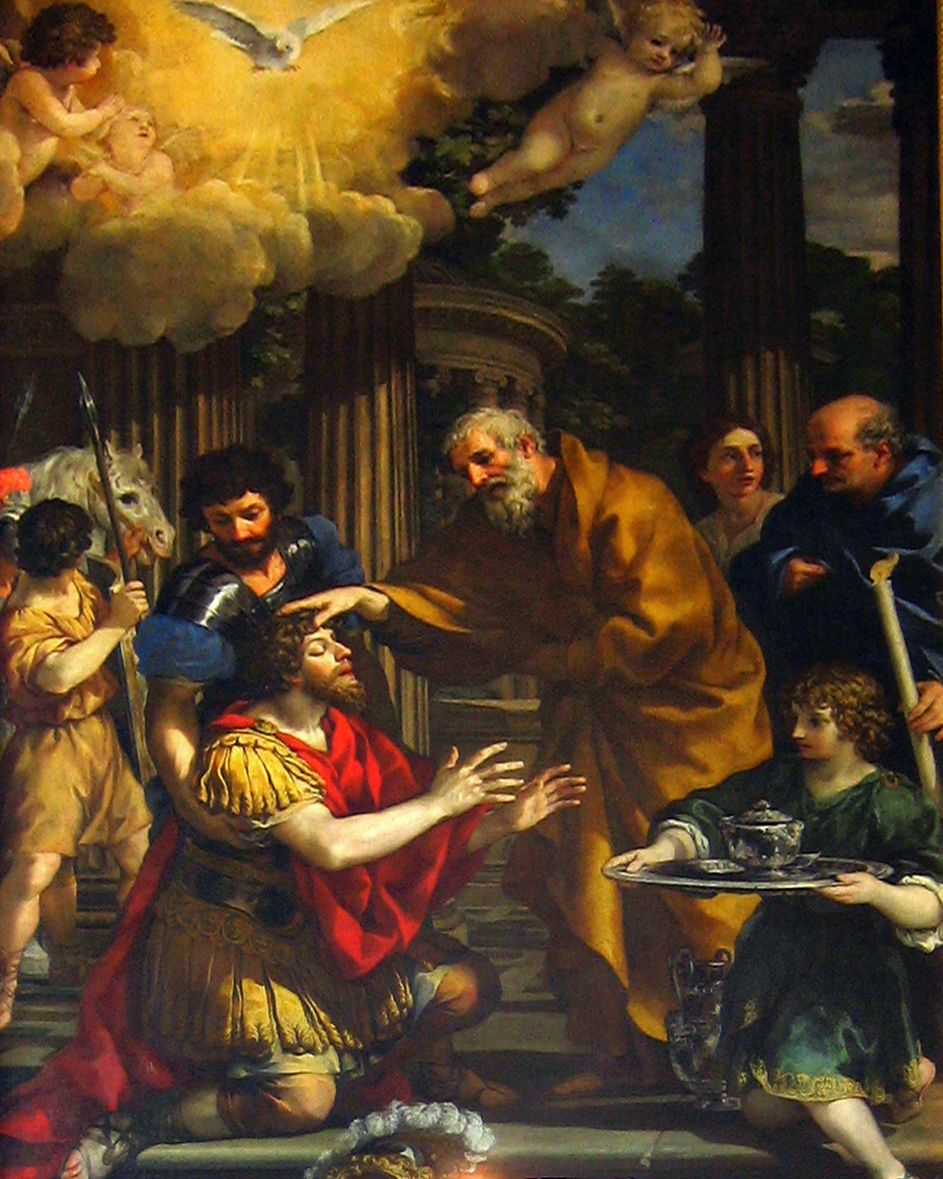
Battesimo di san Paolo da parte di Anania, dipinto di Pietro da Cortona (1631, attualmente conservato a Santa Maria della Concezione).

La tradizione artistica successiva ha immaginato la caduta a terra come una caduta da cavallo ma il particolare è assente da tutti e tre i resoconti, sebbene rimanga possibile e verosimile poiché l'evento si verificò durante il viaggio. Dopo questa folgorazione-rivelazione-chiamata (il testo non usa mai metànoia, "conversione") Paolo si recò a Damasco e ricevette il battesimo da un giudeo-cristiano di nome Anania, riacquistando la vista (At9,10-19; 22,12-16). Secondo il testo biblico fu tramite Anania che Gesù risorto comunicò a Paolo il mandato missionario ai gentili (At9,15) che caratterizzerà il suo ministero successivo.
Gli accenni generici alla conversione contenuti in alcune lettere paoline non descrivono esplicitamente l'evento come in Atti ma si riferiscono genericamente a una maturazione ed evoluzione interiore di Paolo: Gal1,11-17; Fl3,3-17; 1Tm1,12-17; Rm7,7-25 (Rm è così generico che non è chiaro se si riferisca o meno alla propria vicenda personale). Anche in questi passi non è usato il termine "conversione" ma in genere chiamata, scelta, conquista-cattura.
L'interpretazione storica dell'evento da parte degli studiosi contemporanei è diversificata: mentre gli studiosi cristiani ammettono -tendenzialmente- il valore storico della triplice narrazione di Atti, per gli studiosi non credenti il carattere soprannaturale e miracolistico di essa, che ha come protagonista Gesù risorto, li porta a negare valore storico alla descrizione, accettando comunque la conversione al cristianesimo come testimoniata anche dalle lettere. In questo caso la descrizione dell'evento non è altro che un prodotto narrativo di Luca.
Molti studiosi, anche cristiani, fanno rilevare, in merito alla conversione, una serie di evidenti discordanze narrative interne agli Atti degli Apostoli, così come anche con le lettere paoline, imputabili a fonti storiche non omogenee di Luca e ai suoi interessi teologici, a discapito della storicità del resoconto e l'interconfessionale Bibbia TOB sottolinea, quindi, come gli Atti degli Apostoli raccontino "a tre riprese, con differenze notevoli, questo avvenimento" e "il contenuto e lo stile di questi discorsi sono adattati ai rispettivi uditori. Ciò spiega, almeno in parte, le differenze abbastanza notevoli che presentano tra loro". Ad esempio, secondo At9,3-7 sulla strada di Damasco i compagni di Paolo odono la voce ma non vedono nulla, esattamente il contrario di quanto affermato in At22,6-9 dove i suoi compagni invece non odono nulla ma vedono la luce; inoltre, mentre in At9,3-7 durante tale episodio solo Paolo cade a terra, secondo invece At26,12-14 anche tutti i suoi compagni di viaggio cadono a terra; ancora, secondo At9,3-19 Paolo a Damasco riceve le istruzioni tramite Anania, mentre secondo At26,12-18 Paolo a Damasco riceve le istruzioni da Gesù stesso.

### Inizio della predicazione

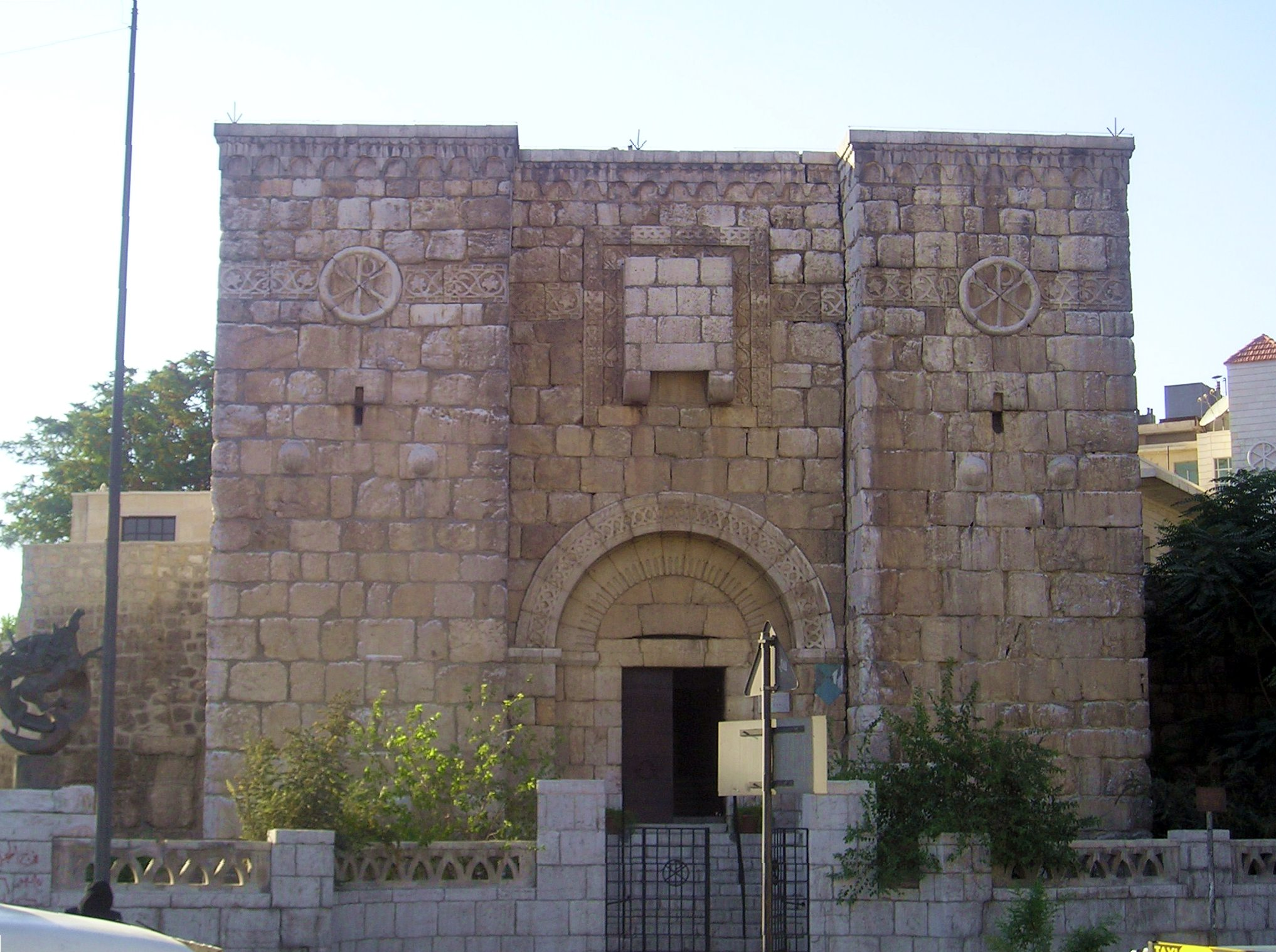
Bab Kisan (porta di Kisan) a Damasco, che secondo la tradizione fu il tratto di cinta muraria dalla quale scappò Paolo. Contiene una cappella di rito cristiano melchita.

Secondo il resoconto di Atti (9,19-25), dopo la conversione sulla via di Damasco e il battesimo ricevuto da Anania, Paolo rimase nella città per un tempo indeterminato ("molti giorni"), predicando nelle sinagoghe il messaggio cristiano agli Ebrei. Questi però cercarono di ucciderlo e fu aiutato a scappare dai "suoi discepoli", che lo calarono di notte in una cesta facendolo uscire dalle mura cittadine. Da Damasco si recò poi a Gerusalemme (9,26).
Questo resoconto è integrabile con alcune sporadiche informazioni presenti nelle lettere paoline. In 2Cor11,32-33 Paolo racconta l'episodio della fuga nella cesta, collocandolo cronologicamente durante il dominio sulla città da parte del re nabateo Areta IV (verso la fine degli anni trenta). In Gal1,17 Paolo specifica che dopo la conversione (e quindi il suo arrivo a Damasco), si recò in Arabia (da intendersi come il regno dei Nabatei nell'attuale Giordania, poi compreso nella provincia romana di Arabia), per poi ritornare dopo un tempo indefinito nuovamente a Damasco. Il soggiorno a Damasco quindi sembra essere stato duplice, presentato come unico da Atti che omette il viaggio in Arabia. I biblisti collocano la fuga nella cesta, al termine del secondo soggiorno. Circa il viaggio in Arabia non sono noti il motivo, i luoghi visitati, la durata e i risultati conseguiti. È verosimile che sia stato caratterizzato, come gli anni successivi, dalla predicazione del cristianesimo nelle sinagoghe.

Sulla via tra Gerusalemme e Damasco avvenne la conversione di Paolo, quindi si recò in Arabia, tornò a Damasco da dove fuggì verso Gerusalemme (prima visita) e quindi Tarso.

Secondo At9,26-30, giunto a Gerusalemme fu accolto inizialmente con freddezza e timore dai cristiani della città a motivo del suo passato di persecutore dei cristiani. Il giudeo-cristiano Barnaba si fece suo garante, iniziando così con Paolo una collaborazione che durerà negli anni successivi. Nella città santa continuò a predicare nelle sinagoghe ma anche qui, come a Damasco, fu costretto a fuggire nella sua città natale Tarso. Gal1,17-19 aggiunge alcune precisazioni: questa prima visita a Gerusalemme avvenne "3 anni dopo" la sua conversione e un viaggio in Arabia, fu breve ("15 giorni"), vide l'incontro di Paolo con Pietro e Giacomo, mentre invece per gli Atti degli Apostoli questa prima visita è narrata con "l'omissione del suo soggiorno in Arabia (Gal1,17), il che colloca la conversione e la prima visita a Gerusalemme, molto più vicine l'una all'altra che non i «tre anni» di cui parla Gal1,18".

### Ad Antiochia

Dopo la fuga a Tarso Paolo si recò in Siria e Cilicia, quindi fu condotto da Barnaba ad Antiochia dove risiedette e da lì si recò per la seconda volta a Gerusalemme.

Dopo essere fuggito da Gerusalemme, Paolo rimase a Tarso diversi anni (tra i 5 e i 10 a seconda delle varie ricostruzioni cronologiche, v. sopra). Di questo lungo periodo oscuro della sua vita rimane solo l'accenno di Gal1,21 che vede Paolo recarsi in Siria e Cilicia, cioè nei dintorni di Tarso. Non è esplicitato il motivo di questi viaggi ma è presumibile che si riferissero a una predicazione itinerante, e come per il caso della predicazione precedente in Arabia non sono noti luoghi visitati, durata e risultati conseguiti.
In Atti Paolo fa la sua ricomparsa solo in 11,25-26 quando il suo mentore Barnaba, inviato dalla chiesa di Gerusalemme ad Antiochia di Siria, lo va a cercare nella vicina Tarso per farne un suo collaboratore e lo conduce nella città siriaca, allora la principale metropoli del Vicino Oriente. Qui Paolo rimarrà strettamente legato alla comunità cristiana per alcuni anni. La tradizione cristiana ha conservato memoria di una grotta, detta di San Pietro, nella quale si sarebbe riunita la chiesa di Antiochia..
Dopo "un anno intero" di permanenza, Paolo e Barnaba si recarono a Gerusalemme (seconda visita, vedi At11,27-30; 12,21-25). Occasione del viaggio fu una colletta della chiesa di Antiochia per la chiesa di Gerusalemme in vista di una carestia che, stando al racconto di Atti, era stata predetta da un cristiano di nome Agabo. Dopo aver portato le offerte della colletta ritornarono ad Antiochia. La notizia della morte di Erode Agrippa I (44 d.C.), collocata tra la partenza e il ritorno di Paolo e le informazioni pervenuteci da autori extra-cristiani circa la prolungata carestia in Palestina, collocano l'accaduto attorno alla metà degli anni quaranta.
In passato da alcuni biblisti questa seconda visita veniva fatta coincidere con quella descritta in Gal2,1-9 (vedi paragrafo cronologico sopra), ma attualmente vi è accordo nel considerare quest'ultima come coincidente con la terza visita, quella del concilio di Gerusalemme (v. dopo).

### Primo viaggio
Dopo un tempo imprecisato dal ritorno dalla seconda visita a Gerusalemme, Paolo partì per il primo di quelli che saranno i suoi tre viaggi missionari itineranti. Protagonisti furono (almeno) Paolo, Barnaba e per il tratto iniziale Giovanni-Marco, cugino di Barnaba (Col4,10), che in seguito comporrà a Roma il secondo vangelo. La durata, a seconda delle varie ricostruzioni cronologiche, è tra i due e i cinque anni, collocabili nella seconda metà degli anni quaranta (v. sopra). I destinatari della predicazione sono principalmente gli Ebrei ma anche i pagani.

### Concilio di Gerusalemme

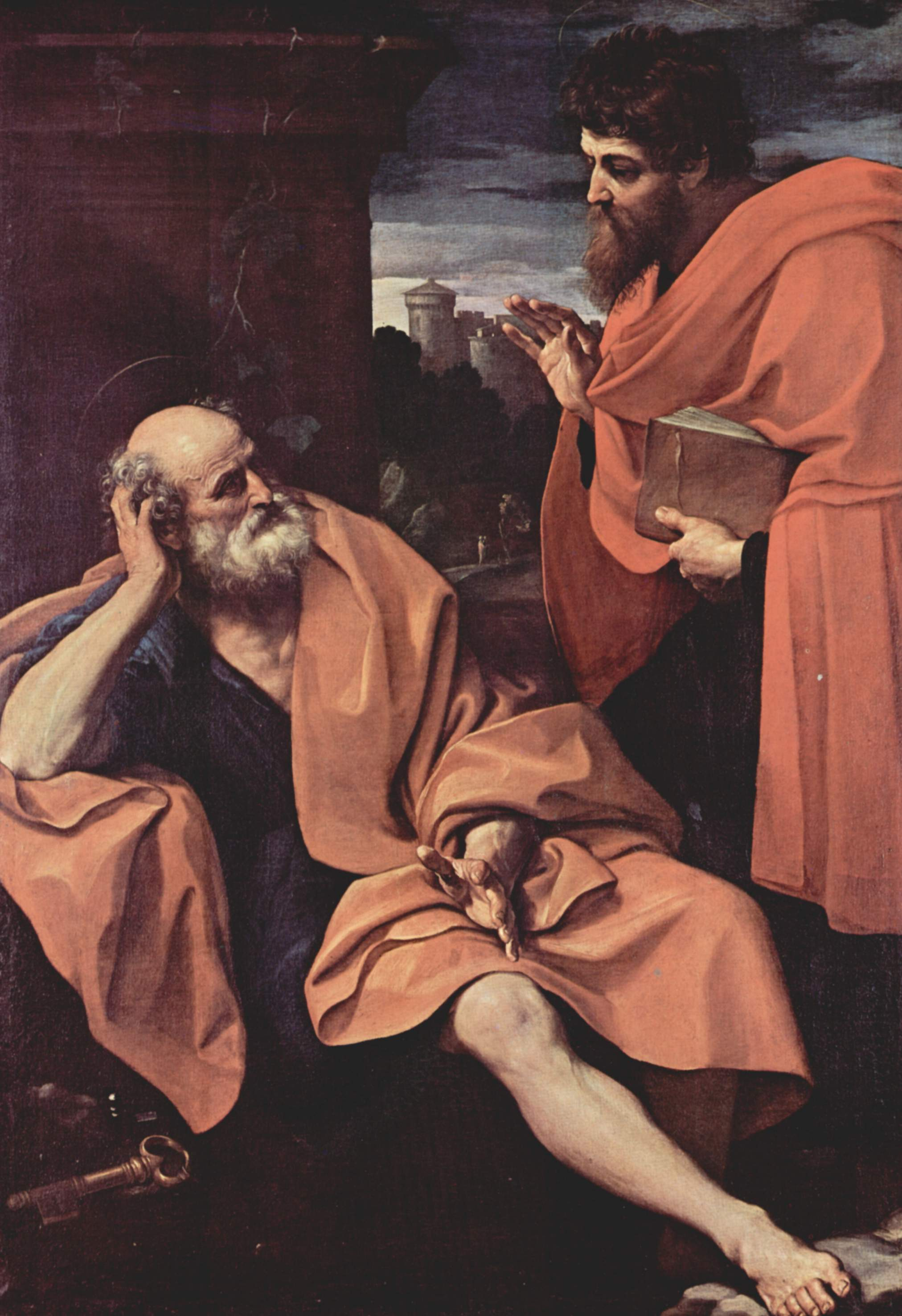
Pietro e Paolo (dipinto di Guido Reni, circa 1605) furono con Giacomo il Giusto i protagonisti del Concilio di Gerusalemme.

Dopo un periodo imprecisato ("non poco tempo") dal ritorno ad Antiochia scoppiò un dissidio nella comunità che porterà al cosiddetto "concilio di Gerusalemme" con la terza visita di Paolo nella città santa. La descrizione degli eventi è contenuta in At15,1-35 e, sotto una prospettiva diversa, in Gal2,1-9. In passato alcuni biblisti hanno ipotizzato che il racconto di Galati non corrispondesse a questa terza visita ma fosse da collocare nella seconda visita, durante la quale Paolo portò le offerte per la carestia. Attualmente una parte degli esegeti però rifiuta questa ipotesi, ritenendo che At15 corrisponda a Gal2, mentre molti altri studiosi, anche cristiani, ritengono che si tratti di due versioni in disaccordo e "in Atti si tratta di un terzo viaggio, mentre in Gal di un secondo e, d'altra parte, i due racconti presentano importanti divergenze. Se riguardano gli stessi avvenimenti, il rispettivo punto di vista è molto diverso".
La questione riguardava le recenti conversioni al cristianesimo di alcuni pagani (detti ellenisti) che erano avvenute nella città. Fino a quel momento le comunità cristiane erano composte prevalentemente da Ebrei che avevano accettato la messianicità di Gesù e la sua risurrezione (detti giudeo-cristiani), i quali accettavano le prescrizioni della Legge ebraica nella quale erano cresciuti, in primis la circoncisione. I pagani convertiti erano però estranei dalla tradizione ebraica e, soprattutto, non erano circoncisi. Per questo "alcuni" (probabilmente giudeo-cristiani di origine farisaica) venuti dalla Giudea ad Antiochia insegnavano la necessità della circoncisione che doveva essere imposta loro. A questa richiesta si opposero Paolo e Barnaba. Il confronto con la vita e la predicazione di Gesù non forniva chiare indicazioni a favore di una delle due posizioni: Gesù stesso era un ebreo circonciso e osservante i precetti della Legge ebraica, ma nella sua predicazione appare come costante ricorrente il contrasto con alcuni di questi precetti (vedi p.es. il ritornello "è stato detto... ma io vi dico" del discorso della montagna) e con la modalità esteriore e formale con la quale le autorità farisaiche li applicavano e insegnavano ad applicarli.
Per risolvere questa impasse Paolo e Barnaba si recarono a Gerusalemme (Gal2,2 precisa che il motivo del viaggio fu "per una rivelazione"). Qui ebbe luogo la discussione, che la tradizione cristiana indica come il primo concilio, che vide in definitiva la vittoria della posizione paolina ("non cedemmo neppure un istante", Gal2,5): ai nuovi convertiti non occorreva imporre l'osservanza della legge ebraica ("non fu imposto nulla di più", Gal2,6), ma solo di alcune norme fondamentali, cioè l'astensione "dalle carni offerte agli idoli, dal sangue, dagli animali soffocati e dalla impudicizia" (At15,28-29, particolare omesso da Gal).
Nonostante l'atmosfera irenica che traspare dal resoconto di Atti, lo scontro tra le due fazioni dovette essere abbastanza aspro, come testimoniato dalla lettera ai Galati. Inoltre il comune accordo raggiunto a Gerusalemme non impedì che la questione avesse uno strascico successivo, il cosiddetto "incidente di Antiochia" (riferito dal solo Paolo in Gal2,11-14). A quanto pare la comunità giudeo-cristiana continuava a vedere gli ellenisti come una sorta di cristiani di "seconda categoria", arrivando a scindere la mensa (eucaristica?) per le due distinte comunità. Pietro si lasciò coinvolgere in questa separazione, contraria allo spirito paritario emerso al Concilio, coinvolgendo anche Barnaba e venendo per questo apertamente ripreso da Paolo.
Anche Paolo tuttavia non si attenne strettamente al Concilio: in seguito fece circoncidere Timoteo affinché venisse accettato anche dai Giudei e dai giudeo-cristiani (At16,1-3).

### Secondo viaggio
Il secondo viaggio missionario è narrato in At15,36-18,22. Protagonisti furono (almeno) Paolo e Sila-Silvano, ai quali si aggiunse poco dopo Timoteo. Le regioni toccate sono la Galazia del sud, evangelizzata nel primo viaggio, e quindi la Macedonia e la Grecia. La durata, a seconda delle varie ricostruzioni cronologiche, è circa 4-5 anni, collocabili attorno al 50 (v. sopra).

### Terzo viaggio
Dopo un periodo imprecisato, Paolo partì (da solo o con altri?) per il terzo viaggio missionario, descritto in At 18,23-21,15. Le regioni toccate sono le attuali Grecia e Turchia, già visitate nei viaggi precedenti. La durata, a seconda delle varie ricostruzioni cronologiche, è circa 5-6 anni, collocabili attorno alla metà degli anni cinquanta (v. sopra).

### Arresto e viaggio verso Roma

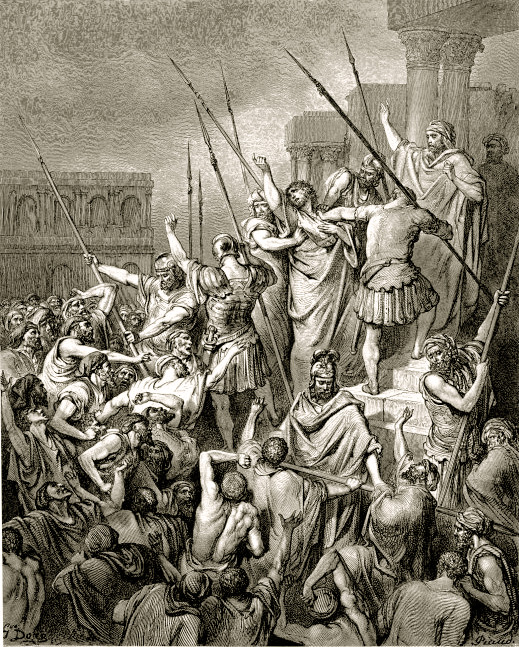
Paolo si rivolge alla folla che tentava di linciarlo sulla scalinata del tempio di Gerusalemme, illustrazione di Gustave Doré.

Il motivo dell'arrivo a Gerusalemme è dettato verosimilmente dalla necessità di portare alla chiesa locale i frutti della "colletta dei santi". Gli eventi successivi all'arrivo sono ampiamente descritti a partire da At21,15. Viene narrato un nuovo incontro con Giacomo, dal quale traspare la tensione e il sospetto che ancora, nonostante le decisioni del concilio di Gerusalemme ribadite dallo stesso Giacomo in At21,25, dovevano esserci tra i giudeo-cristiani e le comunità paoline: "hanno sentito dire di te che vai insegnando a tutti i Giudei sparsi tra i pagani che abbandonino Mosè, dicendo di non circoncidere più i loro figli e di non seguire più le nostre consuetudini" (At21,21). Giacomo gli consiglia di recarsi nel tempio per purificarsi assieme a quattro uomini che avevano fatto un voto (verosimilmente il nazireato), testimoniando così pubblicamente la sua adesione formale all'ebraismo.
Dopo una settimana, mentre si trovava nella spianata del tempio, Paolo fu riconosciuto da alcuni Ebrei dell'Asia (probabilmente Efeso) e fu accusato, oltre che di aver predicato "contro la legge e contro questo luogo", anche di aver introdotto un pagano (l'ellenista Trofimo di Efeso) nel recinto del tempio riservato agli Ebrei. L'accusa era falsa (Paolo era accompagnato da Trofimo ma non nel tempio) ma il reato era grave, essendo prevista la pena di morte per il trasgressore.
Ne derivò un tumulto nel quale Paolo rischiò il linciaggio. Intervenne un tribuno romano, un certo Claudio Lisia (At23,26;24,7;24,22), che dalla vicina fortezza Antonia poteva controllare la spianata del tempio e che salvò Paolo dalla morte. Questi chiese all'ufficiale di potersi rivolgere alla folla inferocita e tenne un discorso nel quale raccontava la sua chiamata da parte di Gesù a predicare ai pagani, ma non riuscì a calmare il tumulto. Il tribuno lo portò al sicuro nella fortezza e stava per flagellarlo, ma Paolo rivelò di essere cittadino romano. Il giorno seguente il tribuno dispose un regolare processo del Sinedrio e Paolo riuscì abilmente a risvegliare i conflitti che intercorrevano tra sadducei e farisei, principali componenti del Sinedrio, conquistando il favore di questi ultimi. Risolto il processo con un nulla di fatto, alcuni giudei ordirono un piano per uccidere Paolo e il tribuno lo fece trasferire a Cesarea, sede del governatore Felice, allegando una lettera nella quale specificava che «[...] in realtà non c'erano a suo carico imputazioni meritevoli di morte o di prigionia». Tale resoconto risulta storicamente problematico e verosimilmente va interpretato a livello teologico: "in mezzo ad un fascio di improbabilità storiche che non hanno paralleli nel resto dell'opera di Luca ci sono troppe cose di fronte alle quali ci troviamo sconcertati: il ricorso del tribuno al sinedrio, la sua improbabile competenza di convocarlo e approntarne l'ordine del giorno, il carattere dell'assemblea (incontro o processo, vv. 30.6), le percosse a Paolo e la sua maledizione, la sua incredibile protesta di non aver riconosciuto il sommo sacerdote e infine il suo sfruttamento dell'inveterato odium theologicum tra fazioni a proprio vantaggio" e, anche in merito ai soldati che dovevano condurre Paolo a Cesarea ("duecento soldati [...] insieme con settanta cavalieri e duecento lancieri"),"questo spropositato numero avrebbe richiesto metà della truppa assegnata alla Fortezza Antonia".
A Cesarea lo raggiunsero il sommo sacerdote Anania e alcuni Giudei, che lo accusarono formalmente di fronte al governatore, ma Felice non si pronunciò né per la condanna né per la scarcerazione, permettendogli di godere durante la sua detenzione di una certa libertà (At24,23) fino allo scadere del suo mandato, due anni dopo (At24,27). Quest'attesa può essere dovuta all'incertezza e alla prudenza con la quale i governatori romani esitavano a pronunciarsi sulle questioni religiose ebraiche, a loro indifferenti (vedi anche il caso di Gesù e Pilato, Gv18,31 e Paolo con Gallione, At18,15). Non sembra comunque che Felice lo trovasse colpevole, apparendo al contrario ben disposto nei suoi confronti (At24,24-27), anche se lo lasciò in prigione «[...] volendo dimostrare benevolenza verso i Giudei».
Allo scadere del mandato di Felice gli successe Porcio Festo (circa 59/60 d.C.) ed ebbe luogo un secondo processo contro Paolo da parte dei capi dei Giudei. Anche in questo caso il governatore mostrò incertezza, non pronunciandosi né per una condanna né per la scarcerazione e Paolo si appellò al giudizio dell'imperatore, suo diritto in quanto cittadino romano, al quale Festo dovette acconsentire (verosimilmente con sollievo): «Ti sei appellato a Cesare, a Cesare andrai» (At25,12). Tale narrazione degli Atti deve essere valutata in chiave teologica e non storica, in quanto l'appello a Cesare "e il suo seguito nell'intervento del re Agrippa II, sono probabilmente [un] prodotto di Luca": "molti dati non sono storicamente plausibili, ma sono frutto di una massiccia attività redazionale: l'assenza di una sentenza del governatore, la sua visibile disponibilità ad abdicare alla sua competenza giudiziaria nonostante la presenza di un crimine contro Cesare tra le accuse (v. 8), la strana faccenda della competenza territoriale (v. 9)" e, inoltre, "guidare una sommossa (24,11-12) era classificato come un crimen lesae maiestatis contro la persona dell'imperatore; per cui non era pensabile che un governatore rimandasse il caso ad un tribunale giudaico. [...] Luca chiaramente pensa ad un giudizio del sinedrio con la supervisione di Festo, come in 22,30-23,10. Ma una simile proposta non è assolutamente realistica, come non lo è la scena".
Dopo un tempo indeterminato ("diversi giorni") giunse a Cesarea il re Agrippa con sua sorella e amante Berenice, discendente di Erode e sovrano di un limitato territorio nel nord dell'attuale Giordania e chiese di poter ascoltare Paolo. Al termine del suo lungo racconto, nel quale narrò nuovamente la sua chiamata da parte di Gesù risorto, sia il re che il governatore sembrarono convinti della sua innocenza (At26,30-32).
Verso l'autunno Paolo si imbarcò per Roma con altri prigionieri (e con Luca?), sotto la custodia di un certo Giulio. Anche in questo viaggio Paolo sembra godere di una discreta libertà e indulgenza (v. p.es. At 27,3;27,43), come era stato trattato in precedenza dalle varie autorità romane. Le tappe del viaggio furono Sidone, la costa nord di Cipro, Myra di Licia, Buoni Porti e Lasea a Creta. Al largo di Creta la sua nave, un ponto, incappò in una tempesta e andò alla deriva per 14 giorni, durante i quali Paolo sembra essere stato la guida carismatica di passeggeri, marinai e soldati. Approdarono infine a Malta. Nell'isola è conservato il ricordo toponomastico del luogo dello sbarco nella Baia di San Paolo.
Anche in merito a questi resoconti degli Atti, la storicità appare secondaria rispetto all'aspetto teologico e il "Nuovo Grande Commentario Biblico" rileva che "gli esegeti non sono d'accordo sulla matrice del racconto: per alcuni si trattava di una narrazione nautica preesistente rilevata da Luca con inserzioni che delineano la figura del suo eroe; per altri il racconto registra le effettive memorie di un compagno di Paolo, forse Aristarco (v.2), la cui voce Luca trasmette nel «noi»" e in tale resoconto appare "improbabile il ruolo di Paolo come consigliere dell'equipaggio e capo dei compagni di viaggio quando, come prigioniero, doveva starsene sotto coperta in catene!", inoltre "una sorprendente profusione di termini tecnici relativi alla navigazione nella descrizione delle disavventure del viaggio indica la sua origine nella letteratura piuttosto che nell'esperienza".

Località toccate dal viaggio in prigionia di Paolo verso Roma, attorno al 60.

Secondo il resoconto degli Atti, a Malta Paolo compì numerosi miracoli (At 28,1-10). Dopo tre mesi, finita la brutta stagione, il viaggio per mare verso Roma riprese passando per Siracusa, Reggio Calabria, Pozzuoli, Terracina (in questa città Paolo avrebbe soggiornato nella casa del diacono Cesario per sette giorni) e quindi a piedi per il Foro di Appio e le Tre Taverne. A Roma la tradizione conserva il ricordo del luogo dove avrebbe dimorato Paolo agli arresti domiciliari per (almeno) due anni (At 28,30), nel quale è stata poi costruita la Chiesa di San Paolo alla Regola.

### Ipotesi sugli ultimi anni: quarto viaggio?
Il dettagliato resoconto degli Atti degli Apostoli termina con l'arrivo di Paolo a Roma, dove rimase almeno due anni (At28,30). Quello che successe dalla fine di questi due anni (circa 62/63) alla morte di Paolo (tra il 64-67, vedi dopo) non è noto con certezza e dipende in particolare dal riconoscimento o meno dell'autenticità delle lettere pastorali, Prima e Seconda lettera a Timoteo e Lettera a Tito. Gli scenari possibili sono quattro, e tutti si basano sulla scarcerazione di Paolo dalla prigionia, particolare storicamente verosimile: secondo Atti, tutte le autorità incontrate da Paolo si mostrarono ben disposte verso di lui e non trovarono nel suo comportamento motivi che potessero portare a una condanna..

### Morte

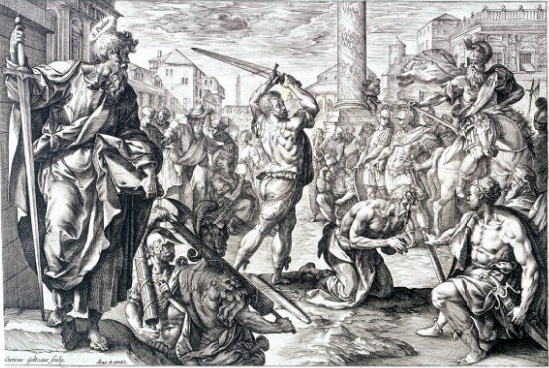
Martirio di San Paolo, illustrazione di Hendrik Goltzius del XVII secolo

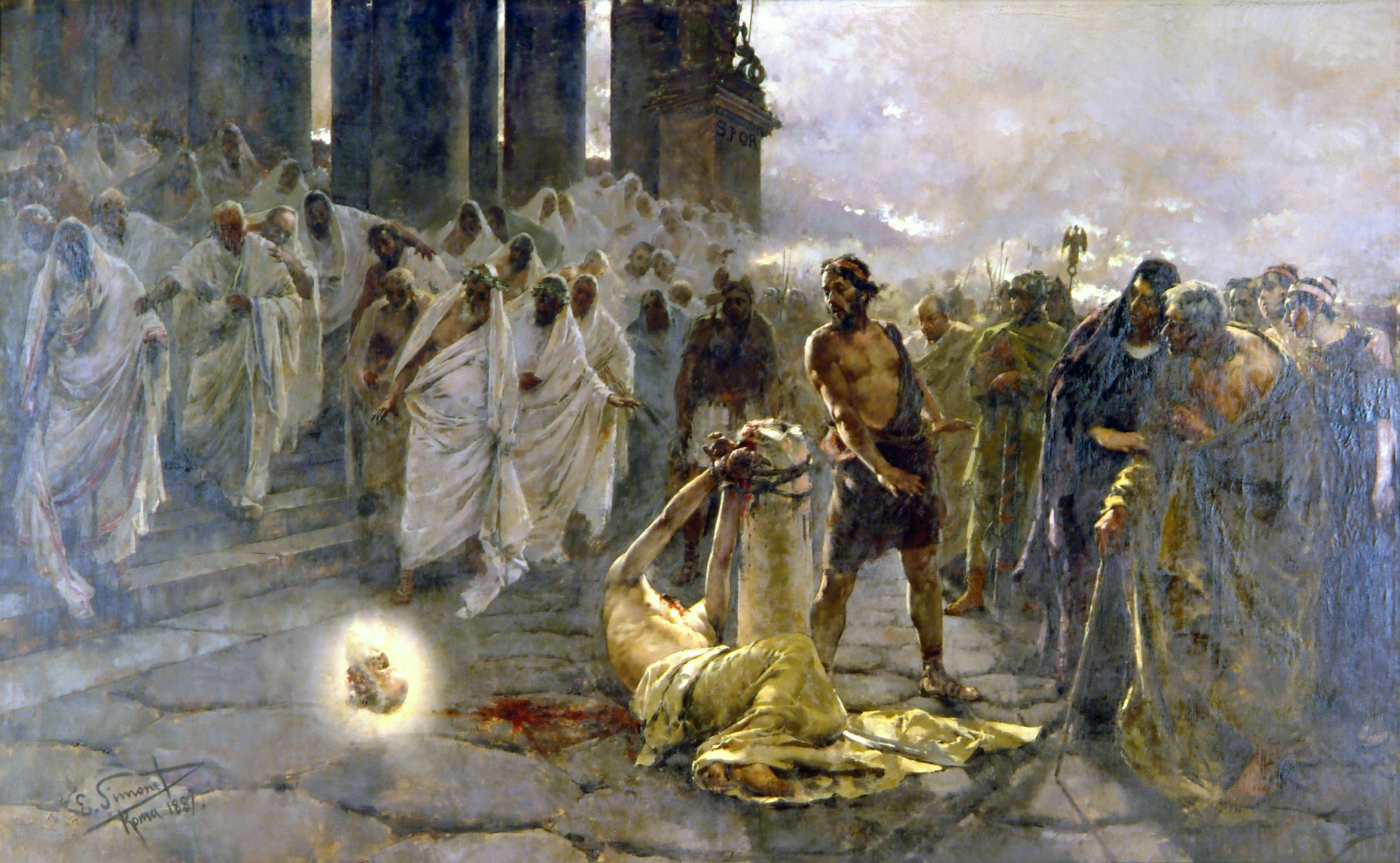
Decapitazione di San Paolo di Enrique Simonet (1887), Cattedrale di Malaga

Secondo la tradizione cristiana, Paolo morì durante la persecuzione di Nerone, decapitato (pena di morte dignitosa riservata ai cittadini romani) presso le Aquæ Salviæ, poco a sud di Roma, probabilmente nell'anno 67 d.C.
Sempre secondo la stessa tradizione secolare, morì lo stesso anno e lo stesso giorno di Pietro apostolo che invece, non essendo cittadino romano, venne fatto crocifiggere durante le persecuzioni dell'imperatore Nerone.
Entrambi sono venerati come martiri: secondo le norme e la consuetudine della Chiesa Cattolica e della Chiesa Ortodossa, nel giorno in cui la tradizione ha datato la morte dei due santi.
Paolo era detto l'Apostolo delle Genti, mentre Pietro era detto il principe degli Apostoli, perché, secondo la dottrina cattolica, Gesù gli affidò il primato sugli Apostoli e quindi su tutta la Chiesa..
Dalle lettere di Paolo così dagli Atti degli Apostoli, scritti attorno all'80 (che terminano la narrazione con l'arrivo a Roma e con la prima blanda prigionia, una sorta di "custodia cautelare", in attesa di comparire "di fronte a Cesare"), si possono ricavare informazioni utili per collocare dal punto di vista cronologico la vita di Paolo, ma non per chiarire le circostanze della morte dell'apostolo.
La già citata Lettera ai Corinzi di Clemente romano (fine I secolo) accenna a un martirio di Paolo "sotto i prefetti", ma non esplicita il nome dei prefetti né luogo, data, motivo e modalità del martirio.
Tertulliano (fine II secolo) riporta che a Roma "vinse la sua corona morendo come Giovanni" (Battista, cioè decapitato).
L'apocrifo Martirio di San Paolo apostolo (tr. it.), facente parte degli Atti di Paolo (fine II secolo), descrive dettagliatamente la morte di Paolo per esplicito volere di Nerone. Come per gli altri apocrifi, il testo viene giudicato leggendario dagli storici contemporanei.
(Cap. 5)

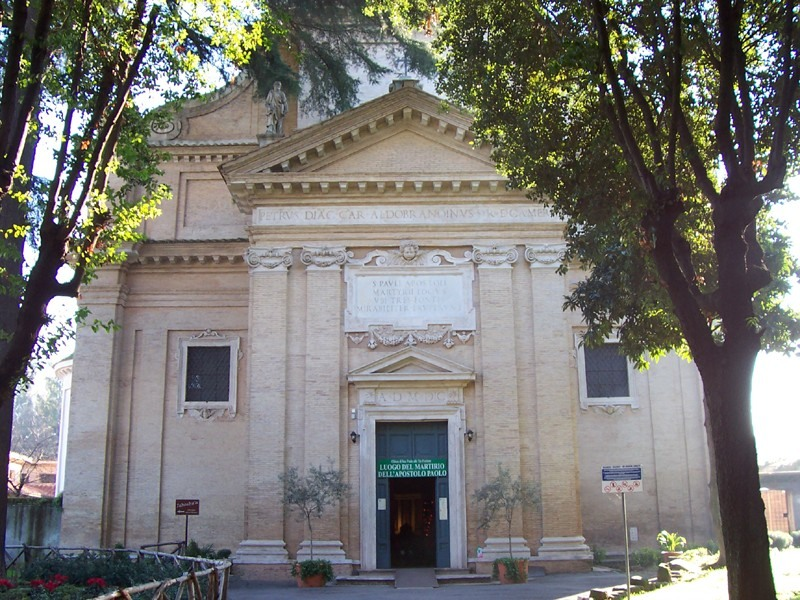
La chiesa di San Paolo all'interno del complesso trappista dell'abbazia delle Tre Fontane a Roma lungo la via Laurentina, costruita nel luogo dove, secondo la tradizione, avvenne la decapitazione di Paolo. Un primo edificio di culto fu costruito nel V secolo, nella sua forma attuale risale al 1599. La lapide all'ingresso recita "S.PAULI APOSTOLI MARTYRII LOCUS UBI TRES FONTES MIRABILITER ERUPERUNT", "Luogo del martirio di san Paolo apostolo dove tre fonti sgorgarono miracolosamente" (La testa di Paolo, cadendo, avrebbe fatto tre rimbalzi dove sarebbero sgorgate le tre fontane, presenti all'interno della chiesa).

Eusebio attorno al 325 riporta che fu decapitato a Roma sotto Nerone (regno 54-68, che va verosimilmente ristretto al periodo 64-68, seguente al grande incendio di Roma e alla persecuzione anticristiana connessa) e, citando la perduta Lettera ai Romani di Dionigi di Corinto (fine II secolo), colloca il martirio di Pietro e Paolo nello stesso giorno, senza però specificarlo.
Girolamo verso fine IV secolo precisa che fu decapitato a Roma e fu sepolto lungo la via Ostiense nel 14º anno di Nerone (67), due anni dopo la morte di Seneca.
Importante, per la sua antichità, è anche la testimonianza del presbitero Gaio, ecclesiastico vissuto al tempo di papa Zefirino (199-217). In un suo scritto contro Proclo, capo della setta dei Montanisti (Catafrigi), parla dei luoghi ove furono deposte le sacre spoglie dei detti Apostoli (Pietro e Paolo) dicendo: «Io posso mostrarti i trofei degli Apostoli. Se vorrai recarti al Vaticano o sulla via Ostiense, troverai i trofei dei fondatori di questa Chiesa». (Historia Ecclesiastica, 11, 25; P.L. 20, 207-210)
L'apocrifo Atti di Pietro e Paolo (dopo il IV secolo, en) riferisce che la decapitazione di Paolo avvenne presso la via Ostiense lo stesso giorno della morte di Pietro, precisando la data del martirio al 29 giugno. La Storia di Perpetua, aggiunta contenuta in alcuni manoscritti greci, precisa che il luogo della decapitazione era chiamato Aquæ Salviæ ed era situato "vicino al pino". La data deriva probabilmente dal fatto che il 29 giugno 258, sotto l'imperatore Valeriano (253-260), le salme dei due apostoli furono trasportate nelle Catacombe di San Sebastiano e solo quasi un secolo dopo papa Silvestro I (314-335) fece riportare le reliquie di Paolo nel luogo della prima sepoltura. In questa data la tradizione cattolica celebra la solennità dei santi Pietro e Paolo.
Nel luogo dove secondo la tradizione avvenne il martirio, le Aquæ Salviæ, in seguito fu edificata l'abbazia delle Tre Fontane, mentre sul luogo del sepolcro è stata costruita la basilica di San Paolo fuori le mura. Per secoli il sepolcro era rimasto nascosto sotto al pavimento della basilica. Lavori archeologici, svolti tra il 2002 e il 2006 sotto la guida di Giorgio Filippi, lo hanno riportato alla luce.
Il 29 giugno 2009, nella cerimonia ecumenica conclusiva dell'Anno Paolino (ovvero il Bimillenario della nascita di San Paolo apostolo, «dagli storici collocata tra il 7 e il 10 d.C.») papa Benedetto XVI ha annunciato i risultati della prima ricognizione canonica effettuata all'interno del sarcofago di San Paolo. In particolare, il sommo pontefice ha riferito che «nel sarcofago, che non è mai stato aperto in tanti secoli, è stata praticata una piccolissima perforazione per introdurre una speciale sonda mediante la quale sono state rilevate tracce di un prezioso tessuto di lino colorato di porpora, laminato di oro zecchino e di un tessuto di colore azzurro con filamenti di lino. È stata anche rilevata la presenza di grani di incenso rosso e di sostanze proteiche e calcaree». Il papa ha poi proseguito affermando che i «piccolissimi frammenti ossei, sottoposti all'esame del carbonio 14 da parte di esperti ignari della loro provenienza, sono risultati appartenere a persona vissuta tra il I e il II secolo». «Ciò - ha concluso - sembra confermare l'unanime e incontrastata tradizione che si tratti dei resti mortali dell'apostolo Paolo. Tutto questo riempie il nostro animo di profonda emozione».

## Apocrifi e leggende successive

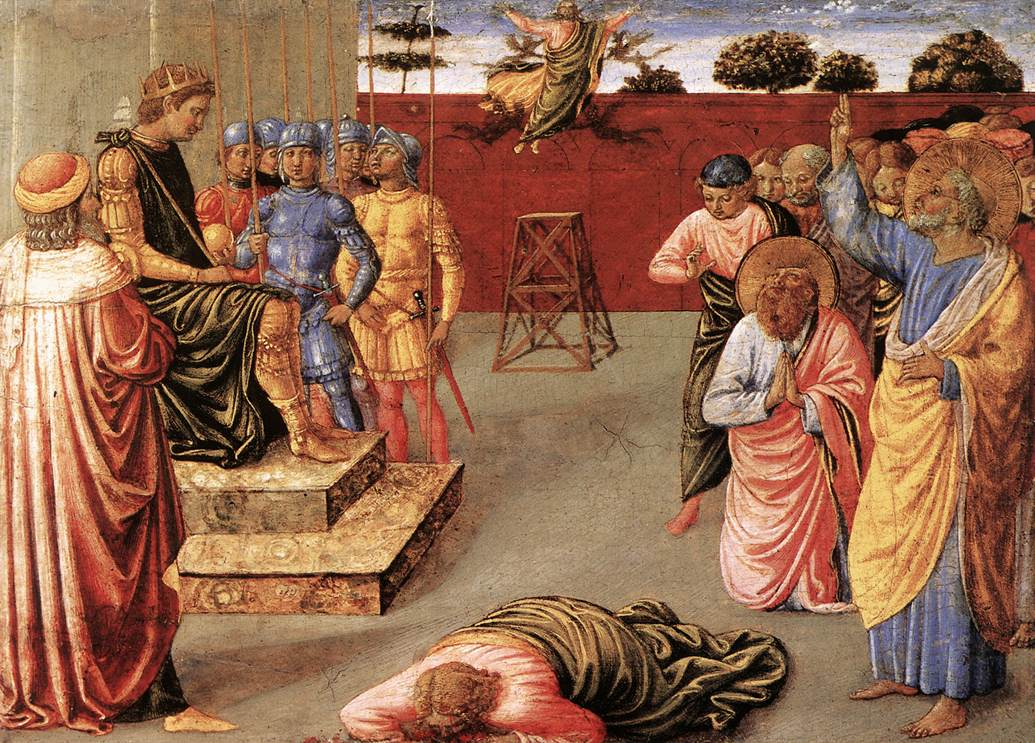
Caduta di Simon Mago per opera di Pietro e Paolo davanti all'imperatore Nerone, episodio narrato negli Atti di Pietro e Paolo (dipinto di Benozzo Gozzoli, 1461-62).

Come per altri personaggi del Nuovo Testamento la devozione cristiana ha elaborato numerose leggende e testi apocrifi relativi alla figura di Paolo.
- Nei vari manoscritti pervenutici (talvolta mutili) degli Atti di Paolo (seconda metà del II secolo) sono narrati vari discorsi e miracoli (guarigioni, esorcismi, risurrezioni) ambientati nelle località visitate da Paolo durante i suoi viaggi, incluso il quarto viaggio in oriente: Myra, Sidone (crollo del tempio di Apollo), Tiro, Efeso (dove viene inscenato un processo presso il governatore contro Paolo sulla base di 2Cor 1,8-10[218]), Filippi, Corinto, Damasco, Gerico (battesimo di un leone). Il testo contiene anche la descrizione leggendaria del martirio di Paolo (v. sopra).
- Gli Atti di Paolo e Tecla (facenti parte degli Atti di Paolo ma con tradizione autonoma) si inseriscono nella narrazione degli Atti degli Apostoli, a partire dalla predicazione di Paolo a Iconio (At13,51-14,6[219]), nel corso del primo viaggio missionario. L'apocrifo narra la vita di Santa Tecla descritta in maniera leggendaria e agiografica, e il ruolo rivestito da Paolo è poco più che l'evangelizzatore della ragazza.
- La Lettera agli Alessandrini, citata nel Canone muratoriano (circa 170) come apocrifa, è andata perduta.
- Anche la Lettera ai Laodicesi è citata nel Canone muratoriano e sulla sua natura vi sono dubbi (probabilmente coincide con Efesini).
- La Lettera dei Corinzi a Paolo (seconda metà del II secolo) è un breve scritto nel quale i Corinzi informano Paolo dell'arrivo di Simone e Cleobio che portano nella comunità idee docetiste e gnostiche. La risposta pseudoepigrafa dell'apostolo è la Terza lettera ai Corinzi, nella quale ribadisce la dottrina cristiana.
- L'Apocalisse di Paolo copta (periodo imprecisato tra metà II secolo e IV secolo), prodotta in ambiente gnostico e pervenutaci frammentariamente, descrive in prima persona un viaggio di Paolo attraverso i sette cieli (sulla base di 2Cor12,2-4[220]).
- L'Apocalisse di Paolo greca (metà III secolo) descrive in prima persona un viaggio in paradiso e inferno di Paolo guidato da Gesù. Questo testo ha ispirato la cosmologia ultraterrena della Divina Commedia di Dante.
- Le Lettere di Paolo e Seneca (IV secolo) sono 14 brevi epistole pseudoepigrafe relative a uno scambio epistolare che sarebbe intercorso tra Seneca e l'Apostolo durante la sua prigionia romana tra il 58 e il 64.
- Gli Atti di Pietro e Paolo (posteriori al IV secolo) narrano le vicende dei due apostoli a Roma. Qui descrivono la sfida davanti a Nerone con Simon Mago (che riecheggia la sfida di Paolo con Elimas Bar-Iesus davanti a Sergio Paolo di At13,6-12[221]), che si conclude con la morte di questi caduto dopo un volo miracoloso. L'apocrifo termina con la descrizione della morte degli apostoli (v. sopra). La Storia di Perpetua racconta la sua miracolosa guarigione a un occhio in occasione della decapitazione di Paolo.
- La Legenda Aurea (XIII secolo) tratta della conversione di Paolo al cap. 28 () e della sua vita al cap. 90 () riprendendo notizie contenute nei testi biblici, nell'apocrifo Atti di Paolo e in alcuni Padri della Chiesa.
- Il Capitolo 29 degli Atti degli Apostoli (XIX secolo) racconta che da Roma, scagionato dalle accuse di Gerusalemme, Paolo si recò in Spagna e quindi in Britannia. Arrivò in una città e predicò sul monte Lud (attuale Ludgate Hill a Londra, sito della Cattedrale di San Paolo). Quindi partì e andò in Belgio, Svizzera dove incontrò Pilato, Illirico, Macedonia e Asia.

## Opere di Paolo

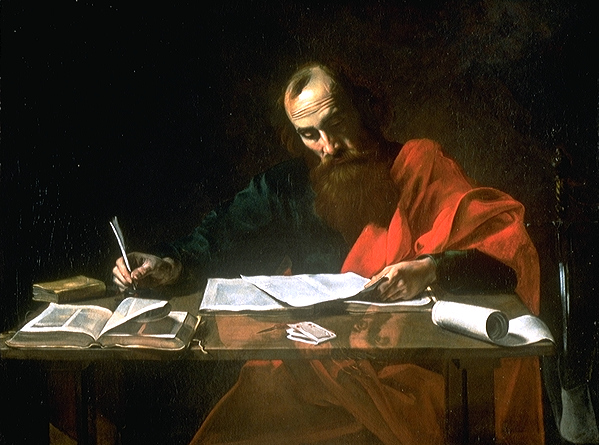
Valentin de Boulogne o Nicolas Tournier, San Paolo che scrive le sue lettere, XVI secolo circa, Blaffer Foundation Collection, Houston.

Le tredici lettere tradizionalmente attribuite a Paolo e tramandate nel Nuovo Testamento sono scritte in greco. Tradizionalmente sono considerate redatte tra gli anni Cinquanta e Sessanta del I secolo, durante il suo ministero itinerante e la prigionia a Cesarea e/o Roma.
In epoca contemporanea, con lo svilupparsi del metodo storico-critico, sono stati sollevati dubbi circa l'autenticità di alcune di queste lettere:
- Lettera ai Romani, Prima lettera ai Corinzi, Seconda lettera ai Corinzi, Lettera ai Galati, Lettera ai Filippesi, Prima lettera ai Tessalonicesi e Lettera a Filemone sono considerate autentiche dalla maggior parte dei biblisti;
- l'attribuzione a Paolo della Seconda lettera ai Tessalonicesi e della Lettera ai Colossesi è oggetto di discussione;
- l'attribuzione a Paolo della Lettera agli Efesini e delle Lettere pastorali, cioè Prima lettera a Timoteo, Seconda lettera a Timoteo e Lettera a Tito è generalmente rigettata.

I dubbi sono dettati principalmente da motivi di ordine filologico: per alcune lettere, il vocabolario, lo stile narrativo e gli argomenti trattati sono diversi da quelli delle lettere considerate sicuramente autentiche. Tale diversità può comunque essere ricondotta a diversi periodi storici (anni 50 contro anni sessanta), diverso atteggiamento di Paolo (energico e combattivo nelle prime lettere, stanco e affaticato nelle lettere pastorali), diverso contesto dei destinatari (sistematizzazione della dottrina cristiana nelle prime lettere, attenzione alla comunità e ai ruoli nelle lettere successive).
Tali spiegazioni non sono condivise da altri studiosi, anche cristiani, che evidenziano, ad esempio per le lettere pastorali, come «alcuni ipotizzano che i cambiamenti siano da attribuire all'età avanzata di Paolo e alle sofferenze della prigionia. Tuttavia, secondo i consueti calcoli fatti dai difensori dell'autenticità, queste lettere dovrebbero essere state composte non più di cinque anni dopo Rm [Lettera ai Romani]. Questo rende difficile spiegare tutte le divergenze, in special modo i mutamenti sintattici e grammaticali, sulla base di fattori psicologici determinanti» e, relativamente invece all'ipotesi della composizione da parte di un segretario incaricato da Paolo, tali studiosi evidenziano che «però, quando Paolo si è effettivamente servito di un segretario (vedi Rm16,22; 1Cor16,21; Gal6,11-18), il suo stile tipico è rimasto inalterato. Se è stato un segretario a comporre le lettere pastorali (ma non vi sono elementi interni che rinviino a tale persona), a quell'individuo Paolo deve aver concesso una libertà insolita. Inoltre, Paolo avrebbe dovuto servirsi del medesimo segretario sia in Asia che a Roma per tutto il tempo necessario alla composizione delle pastorali perché le tre lettere possiedono una coerenza stilistica notevole. La teoria del segretario, che tutt'al più è un'ipotesi improbabile, finisce in ogni caso con l'essere molto simile a quella della pseudonimia»; anche riguardo alla Lettera agli Efesini, il Nuovo Grande Commentario Biblico sottolinea che «l'ipotesi secondo cui le molte differenze nello stile e nella teologia riflettano lo sviluppo del pensiero di Paolo negli anni più maturi della sua esistenza, pone dei problemi: essa non rende ragione del tempo in cui una tale evoluzione avrebbe dovuto aver luogo e non considera il fatto che la lettera sembra rivolgersi al passato, verso una precedente e venerata generazione di apostoli (tra cui anche Paolo) e profeti, i quali avevano gettato le fondamenta della famiglia di Dio che sarebbe vissuta nel periodo post-paolino (2,20; 3,2-11; 4,11-14)».

## Pensiero
Paolo rappresenta, dal punto di vista cronologico e anche per importanza rivestita nella tradizione successiva, il primo teologo cristiano.

## Visioni alternative di Paolo

### Ebioniti
Gli Ebioniti, la cui visione del Cristianesimo teneva in grande considerazione la Legge ebraica, ritenevano Paolo originario di Tarso ma di etnia e religione greca e non ebraica. Secondo quanto raccontato da Epifanio di Salamina, eresiologo del IV secolo, gli Ebioniti ritenevano che Paolo, giunto a Gerusalemme, si fosse innamorato della figlia del Sommo Sacerdote e si fosse convertito all'Ebraismo per poterla sposare. Rifiutato, si accostò al neonato movimento cristiano e iniziò a predicare e scrivere contro la circoncisione e la legge ebraica. Gli Ebioniti non consideravano Paolo come apostolo e dicevano che egli era un apostata della Legge.

### Hyam Maccoby
Lo studioso ebreo britannico Hyam Maccoby (1924-2004) in alcune sue opere ha in parte ripreso la concezione di Paolo che era propria degli Ebioniti. Secondo la sua ricostruzione, Paolo non era ebreo ma un gentile, cresciuto in un ambiente influenzato dalle religioni popolari misteriche ellenistiche centrate nella morte e nella resurrezione di divinità salvatrici. Successivamente si convertì al Giudaismo con la speranza di diventare un rabbino fariseo. Paolo trovò poi lavoro a Gerusalemme come un ufficiale di polizia del sommo sacerdote. Questo incarico lo condusse a un conflitto con se stesso, che si manifestò mentre viaggiava verso Damasco per svolgere una missione. Decise di aderire al Cristianesimo. Riuscì a elaborare una religione completamente nuova centrata nella passione e morte di Gesù come un sacrificio mistico, nella quale confluirono elementi delle religioni misteriche elleniste e del Giudaismo.
Nella sua personale elaborazione Paolo avrebbe ideato molti dei concetti chiave del Cristianesimo ripresi poi sia dai vangeli che dai successivi testi cristiani neotestamentari. In tale ottica, il vero fondatore del Cristianesimo sarebbe Paolo, non Gesù. Anche gli scritti dello stesso Paolo, secondo Maccoby, sarebbero stati successivamente alterati.

### Michael White
L. Michael White, direttore del programma di studi religiosi presso l'Università del Texas a Austin sottolinea degli scritti paolini la componente escatologica (discorso sulle "cose ultime" della storia terrena, 1Ts1,10;4,13;5,1-11;5,23) e apocalittica (la rivelazione di persone, situazioni o eventi ultraterreni, Gal1,15-16;2,1-2; 2Cor12,1-5). L'autore evidenzia la forte attesa messianico-apocalittica presente in parte del giudaismo dell'epoca, testimoniata dal Libro di Daniele e dalle numerose apocalissi apocrife ebraiche redatte attorno all'inizio dell'era cristiana e anche dal tema dell'imminenza dell'Regno presente nella predicazione di Gesù.
In questo contesto storico, Paolo era un pio giudeo che riteneva imminente un'apocalisse con la conseguente fine del mondo e l'istituzione del Regno di Dio. Secondo l'autore quindi la predicazione di Paolo non fu particolarmente innovativa.
(L. Michael White. From Jesus to Christianity, pagina 145)

## Paolo nel cristianesimo

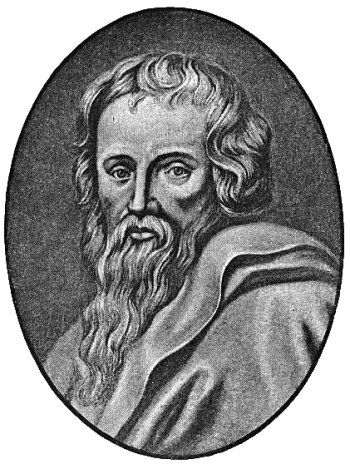
Un ritratto di San Paolo.

### Tradizione cattolica
Tre giorni nel calendario dei santi sono dedicati a san Paolo:
- solennità dei Santi Pietro e Paolo il 29 giugno;
- festa della Conversione di San Paolo il 25 gennaio;
- memoria facoltativa della Dedicazione delle Basiliche dei Santi Pietro e Paolo in Roma il 18 novembre.

Per ricordare la figura di Paolo di Tarso, papa Benedetto XVI ha indetto l'Anno Paolino nel bimillenario di quello che è considerato, simbolicamente e con una certa arbitrarietà, l'anno di nascita del santo. L'Anno Paolino è iniziato il 28 giugno 2008 e si è concluso il 29 giugno 2009.

### Tradizione ortodossa
Il mondo ortodosso ha riservato a Paolo attenzione non minore di quello cattolico, anche perché esiste una ricca letteratura dei padri greci su di lui. Un esempio lo abbiamo in San Basilio (330 circa - 379), che in una lettera dice: 

### Tradizione protestante
Fra le varie confessioni protestanti ed evangeliche la figura di Paolo è vista come personaggio fondamentale della storia del Cristianesimo. Le chiese che hanno un calendario liturgico come quella anglicana o luterana hanno festività dedicate a San Paolo derivate dal calendario cattolico latino. Le chiese evangeliche (Pentecostali, Battisti Riformati, ecc.)" non hanno "tali festività.

### Luoghi di culto
Numerosi sono i luoghi di culto dedicati a San Paolo (vedi parziale elenco). Tra questi i più noti:
- Abbazia delle Tre Fontane a Roma, sul luogo tradizionale del martirio
- Basilica di San Paolo fuori le mura a Roma, sul luogo tradizionale della sua tomba
- Cattedrale di San Paolo a Londra

### Patronati
- Professioni: cordai, cestai, giornalisti, missionari, rover, vescovi
- Stati: Grecia, Malta
- Città: Roma, San Paolo, Locri, Galatina
- Paesi: Palazzolo Acreide (SR), San Pietro in Casale (BO), Mirabello (FE), Massa Lombarda (RA), la frazione di Alnicco nel comune di Moruzzo (UD)

## Paolo nell'arte
Paolo è stato una figura particolarmente ricorrente nell'arte cristiana. È stato raffigurato in affreschi, dipinti, mosaici, miniature, icone, statue, bassorilievi, vetrate. In epoca moderna gli sono riferiti romanzi, melodie, film e musical.

### Iconografia
Paolo è stato tradizionalmente raffigurato secondo gli elementi presenti nella descrizione dell'apocrifo Atti di Paolo e Tecla (v. sopra). Tuttavia questa descrizione viene attualmente considerata come non storica ma influenzata da diversi stereotipi culturali dell'epoca. Anzianità, barba e calvizie erano associati all'archetipo classico del filosofo. La barba inoltre era una caratteristica fisica costante degli Ebrei, ai quali era associato anche il naso sporgente. L'essere calvo può derivare anche dall'indicazione di At18,18, nel testo però riferito al voto di Nazireato. La bassa statura può derivare da 1Cor10,10;15,9, oltre che dal nome Paolo. I particolari esteticamente non positivi (gambe arcuate e sopracciglia congiunte) erano attribuiti al filosofo Socrate.
L'attributo più ricorrente nell'antichità era il rotolo o libro nella mano, per indicare le sue lettere. Dal XIII secolo compare come attributo iconografico la spada che richiama sia il suo passato di persecutore che il martirio per decapitazione.
Nelle opere relative alla conversione, soprattutto pittoriche, viene tradizionalmente rappresentato con il cavallo dal quale sarebbe caduto, ma il particolare non è esplicitamente menzionato nei tre racconti degli Atti.

### Dipinti

Conversione di san Paolo (Caravaggio Odescalchi).

- IV secolo: ritratti nelle Catacombe di Praetextatus, Domitilla e Pietro e Marcellino
- 1290 circa: San Paolo, Giotto
- 1330 circa: Decapitazione di San Paolo, Giotto
- 1333: San Paolo, Bernardo Daddi
- 1420 circa: Paolo apostolo, Andrej Rublëv
- 1424 circa: San Paolo, affresco perduto, Masaccio
- 1426: San Paolo, Masaccio
- 1480 circa: San Paolo visita San Pietro in prigione, Filippo Lippi
- 1489-1534 (?): Apostoli Pietro, Paolo, Giovanni evangelista, Antonio da Correggio
- 1515: Predica di San Paolo agli ateniesi, Raffaello Sanzio
- 1520 circa: San Paolo scrittore, Pier Francesco Sacchi
- 1542-45: Conversione di Paolo, Michelangelo Buonarroti
- 1543: San Paolo (trittico di Castello Roganzuolo), Tiziano Vecellio
- 1545 circa: Conversione di Paolo, Tintoretto
- 1557-58 circa: Martirio di San Paolo, Taddeo Zuccari
- 1567: Conversione di Paolo, Pieter Bruegel il Vecchio
- 1592: Apostoli Pietro e Paolo, di El Greco
- 1600 circa: San Paolo a Malta, Adam Elsheimer
- 1600-01: Conversione di san Paolo, Michelangelo Merisi da Caravaggio (prima versione della conversione)
- 1600-01: Conversione di San Paolo, Michelangelo Merisi da Caravaggio (seconda versione della conversione)
- 1606: San Paolo, El Greco
- 1619: San Paolo, Diego Velázquez
- 1620: San Paolo scrive le sue lettere, Valentin de Boulogne o Nicolas Tournier

Stemma attribuito a san Paolo dagli araldisti inglesi di epoca Tudor

- Stemma attribuito a san Paolo dagli araldisti inglesi di epoca Tudor1627: San Paolo in prigione, Rembrandt
- 1628-29: Estasi di San Paolo, Johann Liss
- 1629-30: San Paolo nel suo scrittoio, Rembrandt
- 1635: Paolo Apostolo, Rembrandt
- 1657: Paolo Apostolo, Rembrandt
- 1661: Autoritratto come Paolo Apostolo, Rembrandt
- 1744: L'Apostolo Paolo predica sulle rovine, Giovanni Paolo Pannini

### Sculture
- 1484-93: Decapitazione di San Paolo, Antonio del Pollaiolo
- 1503-04: San Paolo, Michelangelo Buonarroti
- 1585 circa: San Paolo, Sebastiano Torrigiani
- 1650: Decapitazione di San Paolo, Alessandro Algardi
- 1940: San Paolo di Tarso, Pietro Canonica, Pontificia Università Lateranense

### Letteratura
- 1926: Paolo fra i Giudei, Franz Werfel
- 1985: The Kingdom of the Wicked, Anthony Burgess
- 1985: Il Regno, Emmanuel Carrère

### Musica
- Saule, Saule, quid me persequeris, mottetto di Giaches de Wert
- 1836: Paolo (oratorio), oratorio di Felix Mendelssohn Bartholdy
- 1619: Eccone al gran Damasco - Dialogo della Conversione di San Paolo, di Giovanni Francesco Anerio
- 2016: "Vincere l'odio", canzone di Elio e Le Storie Tese, San Paolo viene descritto in una delle strofe.
- 2016: “The Life of Pablo”, album di Kanye West, San Paolo viene citato in un verso della canzone No More Parties in L.A., che successivamente ha dato il titolo al disco.

### Film
- 1973: ...e di Shaúl e dei sicari sulle vie da Damasco e..., di Gianni Toti, con Georges Wilson
- 1981: Pietro e Paolo (Peter and Paul), di Robert Day
- 1999: Il mistero Paolo. Il fascino della libertà, di Abraham Segal
- 2000: San Paolo, di Roger Young
- 2014: Saul - Il viaggio verso Damasco, con Kyle Schmid
- 2018: Paolo - Apostolo di Cristo, di Andrew Hyatt

### Musical
- 2008: Sulla via di Damasco, promosso dall'ANSPI, regia di Michele Casella, con musica di Michele Paulicelli, costumi di Franca Corrado
- 2008: Paolo di Tarso Il Musical, regia di Valerio Buffetti, testi e musiche di Valerio Buffetti, Matteo Scariolo, Paolo Scariolo, Daniele Mauri, Linda Spandri, Fabio Riccardi
- 2009: Ciò che resta è amore dell'Associazione CGS LIFE di Biancavilla (CT) su musiche di Armando Bellocchi, testi di Giuseppina Costa e Francesco Di Mauro
- 2009: Fino al terzo Cielo - San Paolo, l'Apostolo delle genti, della Compagnia teatrale Piccola Comunità. Regia e sceneggiatura di Paolo Prati; testi e musiche di Enrico Franchi e Matteo Gelmini; coreografie di Dimes Busana; costumi di Roberta Paggin, Paolina Molinari, Enrico Franchi.
- 2017: “Omnia Munda Mundis” spettacolo ispirato al pensiero di San Paolo, con testi e regia di <<Alma Manera>> e musiche originali di <<Maria Pia Liotta>>.

### Riferimenti
1. ↑  Paolo dà di se stesso questa definizione in  Rm 11,13, su laparola.net. e  Gal 2,8, su laparola.net..
2. ↑  Secondo il testo degli Atti degli Apostoli, Paolo rivolse la sua predicazione prevalentemente ai pagani; non fu però il primo a operare in tal senso in quanto Pietro convertì il centurione romano Cornelio ( At 10, su laparola.net.) prima della predicazione itinerante di Paolo.

Ma mentre sia Gesù (in occasione del famoso episodio della Cananea) che Pietro (in ossequio agli insegnamenti di Gesù) dimostrarono sempre e comunque una predilezione per i Giudei, accettando gli "altri" nella propria comunità solo dopo un'eccezionale dimostrazione di Fede già in essi presente (dimostrazione che rendeva dunque i pagani l'eccezione, e gli Israeliti la regola), Paolo fu il primo a parificare tutta l'umanità, convertendo anche i pagani "da zero", piuttosto che rivolgersi solo a coloro che erano, in fondo, già convertiti, come la Cananea o il Centurione Cornelio.
3. ↑  "[...] e cadendo a terra udì una voce che gli diceva: «Saulo, Saulo, perché mi perseguiti?»" Atti degli Apostoli,(9, 1-22)
4. ↑   2Cor 11,33-12,9, su La Parola - La Sacra Bibbia in italiano in Internet.
5. ↑   At 9; 11; 13-28, su La Parola - La Sacra Bibbia in italiano in Internet.
6. ↑   At 16,10-17; 20,5-15; 21,1-18; 27,1-28,16, su La Parola - La Sacra Bibbia in italiano in Internet.
7. ↑  Vedi Ipotesi sugli ultimi anni: quarto viaggio?.
8. ↑  Del nome Σαούλ vi sono 9 occorrenze ( At 9,4.17; 22,7.13; 26,14, su laparola.net.).
9. ↑  Del nome Σαῦλος vi sono 15 occorrenze ( At 7,58; 8,1.3; 9,1.8.11.22.24; 11,25.30; 12,25; 13,1.2.7.9, su laparola.net.).
10. ↑  F. Scerbo, Lessico dei nomi propri ebraici del Vecchio Testamento, Firenze, 1913.
11. ↑   Rm 11,1; Fl 3,5, su La Parola - La Sacra Bibbia in italiano in Internet.
12. ↑  «Il nome romano di 'Paolo' [...] nasconde in realtà quello di 'Saulo', e può derivare [...] da un semplice scambio per assonanza con quello ebraico» (Romano Penna, voce «Paolo» in Il Grande libro dei Santi (3 voll.), Edizioni San Paolo, Cinisello Balsamo 1998, vol. III, p. 1569).
13. ↑  Vedi Aspetto fisico.
14. ↑   At 13,6-12, su La Parola - La Sacra Bibbia in italiano in Internet.
15. ↑   At 13,9, su La Parola - La Sacra Bibbia in italiano in Internet.
16. ↑  La più antica ipotesi in tal senso si trova in Girolamo, De viris illustribus, 5:

(latino)
«Cumque primum ad praedicationem eius Sergius Paulus proconsul Cypri credidisset, ab eo quod eum Christi fidei subegerat, sortitus est nomen Paulus.»

(italiano)
«Poiché Sergio Paolo, proconsole di Cipro, fu il primo a credere alla sua [di Paolo] predicazione, sottomettendosi alla fede in Cristo, ne derivò il nome Paolo [di Saulo].»
17. 1 2  Girolamo, De viris illustribus, 5:

(latino)
«Paulus apostolus [...] de tribu Benjamin et oppido Judaeae Giscalis fuit, quo a Romanis capto, cum parentibus suis Tarsum Ciliciae commigravit.»

(italiano)
«Paolo apostolo [...] fu della tribù di Beniamino e della città di Giscala di Giudea, la quale fu catturata dai Romani, e si trasferì con i suoi genitori (o nonni) a Tarso di Cilicia.»
Commento alla Lettera a Filemone, 23: 

(latino)
«Talem fabulas accipimus: Aiunt parentes apostoli Pauli de Gyscalis regione fuisse Judaeae; et eos, cum tota provincia, Romana vastaretur manu, et dispergentur in orbem Judei, in Tharsum urbem Ciliciae fuisse traslatos: parentum conditionem adolescentulum Paulum secutum.»

(italiano)
«Questa diceria («favola») abbiamo sentito: riferiscono che i genitori (o nonni) dell'apostolo Paolo fossero della regione di Giscala di Giudea, e loro, quando tutta la provincia per mano dei Romani veniva devastata e i Giudei si disperdevano per il mondo, si fossero trasferiti nella città di Tarso di Cilicia: l'adolescente Paolo avrebbe seguito i suoi genitori.»
18. 1 2  Hengel M., Il Paolo precristiano, Studi Biblici 100, Brescia 1992, cit. da Dizionario di Paolo e delle sue lettere, voce «Cittadinanza romana», Edizioni San Paolo, Cinisello Balsamo 1999.
19. ↑   1Corinzi 15:1-11, su laparola.net., con testo greco Archiviato il 22 gennaio 2019 in Internet Archive. interlineare
20. ↑   1Corinzi 15:1-9, su laparola.net.
21. ↑   Rm 1,1; 1Cor 1,1; Ef 1,1; Col 1,1, su La Parola - La Sacra Bibbia in italiano in Internet.
22. ↑   Rm 1,1, su La Parola - La Sacra Bibbia in italiano in Internet.
23. ↑   At 14,14, su La Parola - La Sacra Bibbia in italiano in Internet.
24. ↑   Rm 16,7, su La Parola - La Sacra Bibbia in italiano in Internet.
25. ↑   1Ts 1,1; 2,6, su La Parola - La Sacra Bibbia in italiano in Internet.
26. ↑   1Cor 4,9, su La Parola - La Sacra Bibbia in italiano in Internet.
27. ↑   Rm 11,13; Gal 2,8, su La Parola - La Sacra Bibbia in italiano in Internet.
28. ↑   At 9,11; 21,39; 22,3, su La Parola - La Sacra Bibbia in italiano in Internet.
29. ↑   Rm11,1; Fl3,5, su La Parola - La Sacra Bibbia in italiano in Internet.
30. ↑   At16,37-38; 22,25-29; 25,7-12, su La Parola - La Sacra Bibbia in italiano in Internet.
31. ↑  Bibbia TOB, nota a  At22,28, su laparola.net..
32. ↑  Così Bruce, F. F. The Book of Acts. Grand Rapids: Eerdmans, 1988.
33. ↑  Così Robert Eisenman, "Paul as Herodian", in Journal of Higher Criticism, 3/1 (1996), pp. 110-122.
34. ↑  Giuseppe Flavio, Antichità giudaiche, 14,137.
35. ↑   At13,1; Rm16,10-11, su La Parola - La Sacra Bibbia in italiano in Internet.
36. ↑   At26, su La Parola - La Sacra Bibbia in italiano in Internet.
37. ↑   At21,40, su La Parola - La Sacra Bibbia in italiano in Internet.
38. ↑   At21,37, su La Parola - La Sacra Bibbia in italiano in Internet.
39. ↑  In  1Tm1,12; 2Tm1,3, su laparola.net. è presente il corrispondente greco del latino gratiam habeo, ho grazia, mentre solitamente Paolo usa il greco 'puro' eucaristo, ringrazio, rendo grazia.
40. ↑   At14,11, su La Parola - La Sacra Bibbia in italiano in Internet.
41. ↑  Alcuni ipotizzano una formazione ellenista a Tarso (cfr. Il Grande libro dei Santi, 1998, s.v. "Paolo", vol. III p. 1569), altri la escludono (cfr. Dizionario di Paolo e delle sue lettere, 1999, s.v. "Paolo negli Atti e nelle lettere", p. 1135).
42. ↑   At21, 37-39, su La Parola - La Sacra Bibbia in italiano in Internet.
43. ↑   Rm2,27-3,8, su La Parola - La Sacra Bibbia in italiano in Internet.
44. ↑   2Cor9,8; Fl4,11-12, su La Parola - La Sacra Bibbia in italiano in Internet.
45. ↑   Rm11,36; Col1,16, su La Parola - La Sacra Bibbia in italiano in Internet.
46. ↑   Rm1,19-20, su La Parola - La Sacra Bibbia in italiano in Internet.
47. ↑   1Ts2,1-8, su La Parola - La Sacra Bibbia in italiano in Internet.
48. ↑   At17,28, su La Parola - La Sacra Bibbia in italiano in Internet.
49. ↑   1Cor15,33, su La Parola - La Sacra Bibbia in italiano in Internet.
50. ↑   2Cor4,18; 5,7; Col1,5, su La Parola - La Sacra Bibbia in italiano in Internet.
51. ↑   Gal4,24-26, su La Parola - La Sacra Bibbia in italiano in Internet.
52. ↑  Dizionario di Paolo e delle sue lettere, 1999, s.v. "Filosofia", pp. 648-649.
53. ↑   Fl3,5, su La Parola - La Sacra Bibbia in italiano in Internet.
54. ↑   At23,6; 26,5, su La Parola - La Sacra Bibbia in italiano in Internet.
55. ↑   At22,3, su La Parola - La Sacra Bibbia in italiano in Internet.
56. ↑   Rm9,6-28, su La Parola - La Sacra Bibbia in italiano in Internet.
57. ↑   Gal 3,1-5,12, su La Parola - La Sacra Bibbia in italiano in Internet.
58. ↑   At26,10, su La Parola - La Sacra Bibbia in italiano in Internet.
59. ↑   At18,18, su La Parola - La Sacra Bibbia in italiano in Internet.
60. ↑  Landeskriminalamt della Renania Settentrionale-Vestfalia (Germania), vedi articolo in tedesco Archiviato il 4 agosto 2008 in Internet Archive. nel sito ufficiale.
61. ↑  Atti di Paolo, 2-3.
62. ↑  Pseudo-Crisostomo, In princip. apostol. Petrum et Paulum, PG 49,494-95.
63. ↑  Giovanni Malala, Cronografia, PG 97,389.
64. ↑  Niceforo Callisto, Storia Ecclesiastica, PG 145, 853.
65. ↑   1Cor2,3-4; 2Cor10,10; 12,7; Gal4,13-14, su La Parola - La Sacra Bibbia in italiano in Internet.
66. ↑  Dizionario di Paolo e delle sue lettere, s.v. "Guarigione, malattia".
67. ↑   Gal4,15, su La Parola - La Sacra Bibbia in italiano in Internet.
68. ↑  Saint Paul's Epistle to the Galatians, London, MacMillan 1865.
69. ↑   At23,16, su La Parola - La Sacra Bibbia in italiano in Internet.
70. ↑   1Cor7,8, su La Parola - La Sacra Bibbia in italiano in Internet.
71. ↑   Gal1,17, su La Parola - La Sacra Bibbia in italiano in Internet.
72. ↑  Bibbia di Gerusalemme, EDB, 2011, pp. 2576-2578, ISBN 978-88-10-82031-5.
73. ↑   Gal1,15-20, su laparola.net..
74. 1 2   At9,19-30, su laparola.net..
75. ↑  Raymond E. Brown, Joseph A. Fitzmyer, Roland E. Murphy, Nuovo Grande Commentario Biblico, Queriniana, 2002, pp. 972-973, 1025, ISBN 88-399-0054-3.
76. ↑   Gal1-2, su laparola.net..
77. 1 2   At15, su laparola.net..
78. ↑  Bibbia TOB, Elle Di Ci Leumann, 1997, pp. 2522-2523, ISBN 88-01-10612-2.
79. ↑   At15,22-35, su laparola.net..
80. ↑  Bibbia di Gerusalemme, EDB, 2011, pp. 2622-2623, ISBN 978-88-10-82031-5.
81. ↑  Cfr ad esempio: Bibbia TOB, Elle Di Ci Leumann, 1997, pp. 2506, 2543, ISBN 88-01-10612-2. Cfr anche: Raymond E. Brown, Joseph A. Fitzmyer, Roland E. Murphy, Nuovo Grande Commentario Biblico, Queriniana, 2002, pp. 971-973, 993, ISBN 88-399-0054-3; Bart Ehrman, Il Nuovo Testamento, Carocci Editore, 2015, pp. 294-295, ISBN 978-88-430-7821-9.
82. ↑  Voce St. Paul nella Catholic Encyclopedia, 1911. Non tiene conto dell'Iscrizione di Delfi che, sebbene scoperta nel 1905, fu pubblicata solo nel 1925.
83. ↑  Bibbia di Gerusalemme, 1973, pp. 2676-2679.
84. ↑  Bibbia TOB, 1975-1976, pp. 2917-2920.
85. ↑  Dizionario di Paolo e delle sue lettere, edizione italiana a cura di Romano Penna, Cinisello Balsamo 1999, pp. 1144-1145. Nella voce "Cronologia di Paolo", pp. 408-421 esamina varie possibili ricostruzioni cronologiche ma propende in definitiva per la proposta qui riportata.
86. ↑  Rinaldo Fabris, Paolo. L'apostolo delle genti, Milano 1997, p. 89.
87. ↑   At 22,3, su La Parola - La Sacra Bibbia in italiano in Internet.
88. ↑   At 22,3; 26,4, su La Parola - La Sacra Bibbia in italiano in Internet.
89. ↑   At 9,1-19, su La Parola - La Sacra Bibbia in italiano in Internet.
90. ↑   At 22,4-21;26,9-18, su La Parola - La Sacra Bibbia in italiano in Internet.
91. ↑   Gal1,15-16, su La Parola - La Sacra Bibbia in italiano in Internet.
92. ↑   At 9,19-25, su La Parola - La Sacra Bibbia in italiano in Internet.
93. ↑   Gal1,17, su La Parola - La Sacra Bibbia in italiano in Internet.
94. 1 2 3  Le indicazioni di "3 anni" e "14 anni" di  Gal1,18; 2,1, su laparola.net. non sono di immediata e chiara utilità nella ricostruzione cronologica per due motivi. Innanzitutto, nel modo di computare ebraico potevano essere inclusi anche gli estremi, anche se parziali: p.es. i "3 giorni" passati da Gesù nel sepolcro sono in realtà poco più che una giornata e mezza, dal tramonto del venerdì all'alba della domenica. Allo stesso modo, "3 anni" può riferirsi ipoteticamente anche a un periodo di soli 14 mesi. Inoltre non è chiaro se "dopo 14 anni" vada considerato come includente o meno i 3 anni, cioè se vada considerato come 14 oppure 14+3.
95. ↑   At 9,25-30, su La Parola - La Sacra Bibbia in italiano in Internet.
96. ↑   2Cor11,32-33, su La Parola - La Sacra Bibbia in italiano in Internet.
97. ↑   Gal1,18-20, su La Parola - La Sacra Bibbia in italiano in Internet.
98. 1 2  Damasco era una città storicamente appartenente alla Siria, seppure confinante con l'estremo nord del regno nabateo in Arabia. Il dominio del re nabateo Areta IV (9 a.C. - 40 d.C.) su Damasco non è testimoniato direttamente da fonti testuali o archeologiche. Tuttavia la politica estera romana nel medio-oriente del I secolo, particolarmente elastica e abile a muoversi tra città autonome, re, etnarchi e tetrarchi, con elargizioni, conquiste o annessioni territoriali in rapido mutamento, non rende impossibile tale dominio. Sono state ritrovate monete damascene con l'effigie di Tiberio risalenti al 34 che testimoniano un controllo romano diretto della città in quell'anno. Escludendo a priori una vittoria militare nabatea contro l'impero, è difficile ipotizzare l'elargizione della città ad Areta da parte di Tiberio fino alla sua morte, nel 37, dato che l'imperatore era ostile al re (Giuseppe Flavio, Antichità giudaiche 18,5,13). Il dominio di Areta su Damasco rimane quindi possibile tra l'accessione del nuovo imperatore Caligola (marzo 37), che si mostrò particolarmente attento ai re soci, e la morte di Areta nel 40.
99. ↑   At 9,30, su La Parola - La Sacra Bibbia in italiano in Internet.
100. ↑   Gal1,21, su La Parola - La Sacra Bibbia in italiano in Internet.
101. ↑   At 11,25-26, su La Parola - La Sacra Bibbia in italiano in Internet.
102. ↑  Così la Bibbia di Gerusalemme che colloca la carestia nel 48.
103. ↑  Nel testo la morte di Erode è descritta dopo la partenza per Gerusalemme di Paolo e prima del ritorno, ma questa sistemazione può essere più narrativa che cronologica.
104. ↑   At 11,27-30; 12,21-25, su La Parola - La Sacra Bibbia in italiano in Internet.
105. 1 2  Nelle fonti storiche extra-bibliche si trovano accenni a questa carestia generalizzata in Svetonio, Claudio 18 lat, e relativamente alla Giudea in particolare in Giuseppe Flavio, Antichità giudaiche 20,2,5; 20,5,2, che Paolo Orosio colloca con precisione nel 44, 4º anno di Tiberio (Storia contro i pagani 7,6,12 lat).
106. ↑   At 13-14, su La Parola - La Sacra Bibbia in italiano in Internet.
107. ↑   At 15,1-35, su La Parola - La Sacra Bibbia in italiano in Internet.
108. ↑   Gal2,1-9, su La Parola - La Sacra Bibbia in italiano in Internet.
109. ↑   At 15,36-18,1, su La Parola - La Sacra Bibbia in italiano in Internet.
110. ↑   At 18,1-18, su La Parola - La Sacra Bibbia in italiano in Internet.
111. ↑  Espulsione descritta da Svetonio, Claudio 25,2 lat, e datata dallo storico Paolo Orosio in Storia Contro i Pagani VII,6,15-16 al 9º anno del regno di Claudio.
112. ↑   At 18,18-22, su La Parola - La Sacra Bibbia in italiano in Internet.
113. ↑   At 18,22, su La Parola - La Sacra Bibbia in italiano in Internet.
114. ↑   At 18,23-20,1, su La Parola - La Sacra Bibbia in italiano in Internet.
115. ↑   At 20,2-3, su La Parola - La Sacra Bibbia in italiano in Internet.
116. ↑   At 20,3-21,14, su La Parola - La Sacra Bibbia in italiano in Internet.
117. ↑   At 21,15-24,26, su La Parola - La Sacra Bibbia in italiano in Internet.
118. ↑   At 24,27-26,32, su La Parola - La Sacra Bibbia in italiano in Internet.
119. ↑   At 27,1-28,16, su La Parola - La Sacra Bibbia in italiano in Internet.
120. ↑   At 28,17-31, su La Parola - La Sacra Bibbia in italiano in Internet.
121. ↑   At22,3, su La Parola - La Sacra Bibbia in italiano in Internet.
122. ↑  Giuseppe Flavio, Guerra giudaica, iv.1-2 (en).
123. ↑   At7,58, su La Parola - La Sacra Bibbia in italiano in Internet.
124. ↑   At9,1-2, su La Parola - La Sacra Bibbia in italiano in Internet.
125. ↑   Fm9, su La Parola - La Sacra Bibbia in italiano in Internet.
126. ↑   At22,3, su La Parola - La Sacra Bibbia in italiano in Internet.
127. ↑   At26,4, su La Parola - La Sacra Bibbia in italiano in Internet.
128. ↑  Trattato Avot 5,22.
129. ↑   At7,58; 8,1, su La Parola - La Sacra Bibbia in italiano in Internet.
130. ↑   At22,20, su La Parola - La Sacra Bibbia in italiano in Internet.
131. ↑   At8,3; 9,1-2; 26,9-11; Gal1,13-14; 1Cor15,9; Fl3,6; 1Tm1,13, su La Parola - La Sacra Bibbia in italiano in Internet.
132. ↑   At9,13; 9,21; 9,26; Gal1,23, su La Parola - La Sacra Bibbia in italiano in Internet.
133. ↑   At9,2, su La Parola - La Sacra Bibbia in italiano in Internet.
134. ↑   At8,1; 8,14, su La Parola - La Sacra Bibbia in italiano in Internet.
135. ↑   At12,1-2, su La Parola - La Sacra Bibbia in italiano in Internet.
136. ↑   At26,10, su La Parola - La Sacra Bibbia in italiano in Internet.
137. ↑   At22,30-23,10, su La Parola - La Sacra Bibbia in italiano in Internet.
138. ↑  Vedi p.es. la tradizione cattolica che ricorda l'evento con la festa liturgica della "Conversione di San Paolo Apostolo", dicitura usata anche in recenti documenti pontifici (p.es. il Decreto con il quale si concede una speciale facoltà per la celebrazione della Conversione di San Paolo Apostolo nell'anno giubilare, bimillenario della sua nascita del 25 gennaio 2008).
139. ↑  Alcuni studiosi (vedi p.es. Krister Stendahl, Paolo tra Ebrei e Pagani, 1976, tr. it. Claudiana, 1995), assumendo come storicamente fondato il resoconto biblico, preferiscono parlare di "vocazione" o chiamata di Paolo da parte di Gesù, evidenziando come il termine "conversione" sia invece più adatto per indicare il passaggio dal paganesimo idolatrico al cristianesimo (vedi p.es. Nuovo dizionario enciclopedico illustrato della Bibbia, Casale Monferrato 1997, s.v. "Paolo", par. 2. "La vocazione-rivelazione di Paolo", pp. 754-755; Dizionario di Paolo, s.v. "Conversione e chiamata di Paolo", pp. 285-298). La dicitura "conversione" resta comunque quella più comunemente usata e condivisa.
140. ↑  Vedi di seguito nella presente sezione (ad esempio: Bibbia TOB, Elle Di Ci Leumann, 1997, pp. 2506, 2543, ISBN 88-01-10612-2; Raymond E. Brown, Joseph A. Fitzmyer, Roland E. Murphy, Nuovo Grande Commentario Biblico, Queriniana, 2002, pp. 971-973, 993, ISBN 88-399-0054-3; Bart Ehrman, Il Nuovo Testamento, Carocci Editore, 2015, pp. 294-295, ISBN 978-88-430-7821-9.).
141. ↑   At9,1-9, su La Parola - La Sacra Bibbia in italiano in Internet.
142. ↑   At22,6-11, su La Parola - La Sacra Bibbia in italiano in Internet.
143. ↑   At26,12-18, su La Parola - La Sacra Bibbia in italiano in Internet.
144. ↑   At9,10-19; 22,12-16, su La Parola - La Sacra Bibbia in italiano in Internet.
145. ↑   At9,15, su La Parola - La Sacra Bibbia in italiano in Internet.
146. ↑  Nelle lettere paoline comunque le descrizioni narrative vere e proprie, sia per le vicende autobiografiche di Paolo che per la vita e le opere di Gesù, sono quasi del tutto assenti (alcune eccezioni sono la descrizione dell'Ultima Cena in  1Cor11,23-26, su laparola.net. e il resoconto del concilio di Gerusalemme e degli eventi precedenti in  Gal2, su laparola.net.).
147. ↑   Gal1,11-17; Fl3,3-17; 1Tm1,12-17; Rm7,7-25, su La Parola - La Sacra Bibbia in italiano in Internet.
148. ↑  Bibbia TOB, Elle Di Ci Leumann, 1997, pp. 2506, 2543, ISBN 88-01-10612-2.
149. ↑   At9,3-7, su La Parola - La Sacra Bibbia in italiano in Internet.
150. ↑   At22,6-9, su La Parola - La Sacra Bibbia in italiano in Internet.
151. ↑   At9,3-7, su La Parola - La Sacra Bibbia in italiano in Internet.
152. ↑   At26,12-14, su La Parola - La Sacra Bibbia in italiano in Internet.
153. ↑   At9,3-19, su La Parola - La Sacra Bibbia in italiano in Internet.
154. ↑   At26,12-18, su La Parola - La Sacra Bibbia in italiano in Internet.
155. ↑   At 9,19-25, su La Parola - La Sacra Bibbia in italiano in Internet.
156. ↑   At 9,26, su La Parola - La Sacra Bibbia in italiano in Internet.
157. ↑   2Cor11,32-33, su La Parola - La Sacra Bibbia in italiano in Internet.
158. ↑   Gal1,17, su La Parola - La Sacra Bibbia in italiano in Internet.
159. ↑  L'ipotesi di una fuga al termine del primo soggiorno è improbabile: Paolo, fuggendo dal governatore di Areta a Damasco, si sarebbe recato nel cuore del regno di Areta, per poi tornare nella città dove era ricercato. La fuga al termine del secondo soggiorno, che terminò con l'arrivo a Gerusalemme, lo portò fuori dai domini del re nabateo.
160. ↑   At9,26-30, su La Parola - La Sacra Bibbia in italiano in Internet.
161. ↑  Secondo Joseph Holzner "L'apostolo Paolo" Editrice Morcelliana pag 17 e 33, Barnaba e Paolo furono condiscepoli alla scuola di Gamaliele
162. ↑   Gal1,17-19, su La Parola - La Sacra Bibbia in italiano in Internet.
163. ↑   Gal1,21, su La Parola - La Sacra Bibbia in italiano in Internet.
164. ↑   At 11,25-26, su La Parola - La Sacra Bibbia in italiano in Internet.
165. ↑   S. Laurenti e D. Zanetti, Mezzaluna laica. Mezzaluna religiosa, su stpauls.it (archiviato il 6 febbraio 2019).
«I viandanti, anche da soli, ripercorrono le strade dei primi discepoli partendo dalla grotta di Pietro»
166. ↑   l. De Biase, Chiesa alla turca, su ilfoglio.it, 5 aprile 2010. URL consultato il 6 febbraio 2019 (archiviato il 6 febbraio 2019). Ospitato su Chiesa di Antiochia.
167. ↑   At11,27-30; 12,21-25, su La Parola - La Sacra Bibbia in italiano in Internet.
168. ↑  Questa colletta non va confusa con la cosiddetta "colletta dei santi" organizzata da Paolo negli anni successivi tra le sue comunità, sempre a favore della chiesa di Gerusalemme.
169. ↑   Gal2,1-9, su La Parola - La Sacra Bibbia in italiano in Internet.
170. ↑   Col4,10, su La Parola - La Sacra Bibbia in italiano in Internet.
171. ↑   At15,1-35, su La Parola - La Sacra Bibbia in italiano in Internet.
172. ↑   Gal2,1-9, su La Parola - La Sacra Bibbia in italiano in Internet.
173. ↑  Per un approfondito esame della questione vedi Dizionario di Paolo e delle sue lettere, s.v. "Gerusalemme", par. "Visite di Paolo a Gerusalemme", pp. 691-696.
174. ↑   Gal2,5, su La Parola - La Sacra Bibbia in italiano in Internet.
175. ↑   Gal2,6, su La Parola - La Sacra Bibbia in italiano in Internet.
176. ↑   At15,28-29, su La Parola - La Sacra Bibbia in italiano in Internet.
177. ↑   Gal2,11-14, su La Parola - La Sacra Bibbia in italiano in Internet.
178. ↑   At16,1-3, su La Parola - La Sacra Bibbia in italiano in Internet.
179. ↑   At15,36-18,22, su La Parola - La Sacra Bibbia in italiano in Internet.
180. ↑   At19,29, su laparola.net. accenna ai macedoni Gaio e Aristarco, "compagni di viaggio di Paolo" a Efeso, e non è chiaro se avessero partecipato al viaggio dalla partenza ad Antiochia o se si fossero aggiunti in seguito.
181. ↑   At 18,23-21,15, su La Parola - La Sacra Bibbia in italiano in Internet.
182. ↑   At21,15, su La Parola - La Sacra Bibbia in italiano in Internet.
183. ↑   At21,25, su La Parola - La Sacra Bibbia in italiano in Internet.
184. ↑   At21,21, su La Parola - La Sacra Bibbia in italiano in Internet.
185. ↑   At23,26;24,7;24,22, su La Parola - La Sacra Bibbia in italiano in Internet.
186. ↑   At23,23-24, su laparola.net..
187. ↑   At24,23, su La Parola - La Sacra Bibbia in italiano in Internet.
188. ↑   At24,27, su La Parola - La Sacra Bibbia in italiano in Internet.
189. ↑   Gv18,31, su La Parola - La Sacra Bibbia in italiano in Internet.
190. ↑   At18,15, su La Parola - La Sacra Bibbia in italiano in Internet.
191. ↑   At24,24-27, su La Parola - La Sacra Bibbia in italiano in Internet.
192. ↑   At25,12, su La Parola - La Sacra Bibbia in italiano in Internet.
193. ↑  Come rilevano gli esegeti del "Nuovo Grande Commentario Biblico". (Raymond E. Brown, Joseph A. Fitzmyer, Roland E. Murphy, Nuovo Grande Commentario Biblico, Queriniana, 2002, pp. 996-997, ISBN 88-399-0054-3.)
194. ↑   At26,30-32, su La Parola - La Sacra Bibbia in italiano in Internet.
195. ↑  Talvolta questo tragitto Cesarea-Roma viene indicato come "quarto viaggio" ma, non essendo stato un vero e proprio viaggio con espliciti intenti missionari come gli altri tre, questa dicitura può apparire non corretta.
196. ↑   At 27,3;27,43, su La Parola - La Sacra Bibbia in italiano in Internet.
197. ↑  Jean-Paul Deudon, Le grandi vie marittime, Arnoldo Mondadori Editore, Milano, 1970, p.27
198. ↑   At 28,1-10, su La Parola - La Sacra Bibbia in italiano in Internet.
199. ↑  «Approdati a Siracusa, vi restammo tre giorni. Di là, costeggiando, arrivammo a Reggio». (At 28,12-13).
200. ↑  Una tradizione locale ricorda un breve soggiorno durante il quale avvenne l'evangelizzazione della città e il miracolo della colonna.
201. ↑  Secondo una versione della leggenda relativa al culto della Madonna della Lettera, il giorno successivo alla sosta a Reggio, Paolo si recò a Messina per portare alla città una lettera da parte della Vergine Maria.
202. ↑  Partito da Gaeta, arrivò alla borgata di Terracina. Vi rimase sette giorni in casa del diacono Cesario, ordinato da Pietro. Di qui navigò attraverso il fiume ed arrivò ad un luogo detto Tre Taverne”, Atti di Pietro e Paolo dello Pseudo-Marcello
203. ↑   At 28,30, su La Parola - La Sacra Bibbia in italiano in Internet.
204. ↑   At28,30, su La Parola - La Sacra Bibbia in italiano in Internet.
205. ↑  Vedi voce "Itinerari, progetti di viaggio, parusia apostolica" in Dizionario di Paolo e delle sue lettere, che non considera però la quarta opzione (Spagna e Oriente).
206. 1 2   Rohrbacher (abate, dottore di teologia Università cattolica di Lovano), Storia Universale della Chiesa Cattolica, dal principio del mondo fino ai dì nostri, su google.it/libri, XVI (6° ed.ne), Torino, tipografia- libraio Giacinto Marietti, 1876,  p. 827. URL consultato il 28 marzo 2018.
«presente la cronologia puntuale dei viaggi di Paolo»
207. ↑   Da Pietro “principe” degli Apostoli, a Leone il Coraggioso, su Corriere.it, 6 aprile 2005. URL consultato il 29 marzo 2018.
208. ↑   Vincenzo Gregorio Berchialla (teologo), san Pietro, principe degli apostoli. Vita ed osservazioni, su google.it/libri, Tipografia editrice Libreria Poliglotta de propaganda fide (Roma), e Tipografia Editrice Pontificia "Pietro di G. Marietti" (TO), 1867,  p. 84. URL consultato il 28 marzo 2018.
209. ↑  Prima lettera di Clemente 5,6-7
210. ↑  Tertulliano, De praescriptione haereticorum 36 en.
211. ↑  Eusebio, Storia Ecclesiastica 2,25,5.8 ; 3,1,2 .
212. ↑  Sofronio Eusebio Girolamo, De viris illustribus 5: "Hic ergo quarto decimo Neronis anno, eodem die quo Petrus Romae, pro Christo capite truncatur, sepultusque est in via Ostiensi, anno post passionem Domini tricesimo septimo".
213. ↑  Sofronio Eusebio Girolamo, De viris illustribus 12.
214. ↑  (EN) The Story of Perpetua, su ANF08. The Twelve Patriarchs, Excerpts and Epistles, The Clementia, Apocrypha, Decretals, Memoirs of Edessa and Syriac Documents, Remains of the First, Calvin College. URL consultato il 22 giugno 2011.
215. ↑  Relazione ufficiale Archiviato il 17 aprile 2009 in Internet Archive. dell'11 dicembre 2006 sui lavori svolti. Foto del sepolcro Archiviato il 12 marzo 2009 in Internet Archive. dal sito archart.it.
216. ↑   19-09-2009, su vatican.va.
217. ↑   19-09-2009, su corriere.it.
218. ↑   2Cor 1,8-10, su La Parola - La Sacra Bibbia in italiano in Internet.
219. ↑   At13,51-14,6, su La Parola - La Sacra Bibbia in italiano in Internet.
220. ↑   2Cor12,2-4, su La Parola - La Sacra Bibbia in italiano in Internet.
221. ↑   At13,6-12, su La Parola - La Sacra Bibbia in italiano in Internet.
222. ↑  Cf. le introduzioni ai vari libri della Bibbia TOB; Bibbia di Gerusalemme, EDB, 2011, pp. 2670-2674, 2723, 2743, 2812, 2843, ISBN 978-88-10-82031-5; Raymond E. Brown, Joseph A. Fitzmyer, Roland E. Murphy, Nuovo Grande Commentario Biblico, Queriniana, 2002, pp. 1010-1011, 1014, 1035, 1040, 1049, 1064, 1066, 1078, 1084, 1087, 1141-1143, 1146, 1148-1149, 1151, 1155, 1157-1159, 1166, 1168-1170, ISBN 88-399-0054-3; Parola del Signore Commentata, traduzione interconfessionale, Nuovo Testamento, LDC/ABU, 1981, pp. 340-346, 348, 447, 575, 589, 599, 611, 617, 624, 642, 652-623; La Bibbia, Edizioni Paoline, 1991, pp. 1722, 1786, 1798, 1811, 1829, ISBN 88-215-1068-9; Bart Ehrman, Il Nuovo Testamento, Carocci Editore, 2015, pp. 277, 280-281, 362-363, 367, 399-400, 402-405, 407-419, 443, 445-446, ISBN 978-88-430-7821-9.
223. ↑  Raymond E. Brown, Joseph A. Fitzmyer, Roland E. Murphy, Nuovo Grande Commentario Biblico, Queriniana, 2002, pp. 1157-1159, ISBN 88-399-0054-3.
224. ↑  Epifanio di Salamina, Panarion 16.9
225. ↑  Ireneo, Contro le eresie, 1:26:2
226. ↑  The Mythmaker: Paul and the Invention of Christianity, HarperCollins, 1987; Paul and Hellenism, Trinity Press, 1991.
227. ↑  pagina dell'Università del Texas, autore di From Jesus to Christianity, 1998; Apocalypse! Time, History, and Revolution, 1999.
228. ↑   1Ts1,10;4,13;5,1-11;5,23, su La Parola - La Sacra Bibbia in italiano in Internet.
229. ↑   Gal1,15-16;2,1-2; 2Cor12,1-5, su La Parola - La Sacra Bibbia in italiano in Internet.
230. ↑  Si veda, a proposito, http://www.annopaolino.org/ Archiviato il 5 marzo 2008 in Internet Archive.
231. ↑  Per un excursus delle principali opere, vedi sito jesuswalk.com.
232. ↑  Rinaldo Fabris, Paolo. L'apostolo delle genti, Milano, Paoline, 1997, pp. 552-553.
233. ↑   At18,18, su La Parola - La Sacra Bibbia in italiano in Internet.
234. ↑   1Cor10,10;15,9, su La Parola - La Sacra Bibbia in italiano in Internet.